# 1956
| [ Edytuj tabelę ]                                                | |
| Przewodniczący Rady Państwa                                      | - 1952 Aleksander Zawadzki 1964 |
| Premier Polski                                                   | - 1954 Józef Cyrankiewicz 1970 |
| Prezydent Polski na uchodźstwie                                  | - 1947 August Zaleski 1972 |
| Premier rządu RP na uchodźstwie                                  | - 1955 Antoni Pająk 1965 |
| I sekretarz KC PZPR                                              | - 1954 Bolesław Bierut 1956 - 1956 Edward Ochab 1956 - 1956 Władysław Gomułka 1970                                                                          |
| Król Afganistanu                                                 | - 1933 Mohammad Zaher Szah 1973 |
| Premier Afganistanu                                              | - 1953 Mohammad Daud Chan 1963 |
| Przywódca Albanii                                                | - 1944 Enver Hoxha 1985 |
| Premier Albanii                                                  | - 1954 Mehmet Shehu 1981 |
| Współksiążęta Andory                                             | - 1943 Ramón Iglesias i Navarri 1969 - 1954 René Coty 1959                                                                                                  |
| Król Arabii Saudyjskiej                                          | - 1953 Su’ud ibn Abd al-Aziz Al Su’ud 1964 |
| Prezydent Argentyny                                              | - 1955 gen. Pedro Eugenio Aramburu 1958 |
| Premier Australii                                                | - 1949 Robert Menzies 1966 |
| Prezydent Austrii                                                | - 1951 Theodor Körner 1957 |
| Kanclerz Austrii                                                 | - 1953 Julius Raab 1961 |
| Prezydent Birmy                                                  | - 1952 Ba U 1957 |
| Premier Birmy                                                    | - 1948 U Nu 1956 - 1956 Ba Swe 1957 |
| Król Belgów                                                      | - 1951 Baudouin 1993 |
| Premier Belgii                                                   | - 1954 Achille Van Acker 1958 |
| Król Bhutanu                                                     | - 1952 Jigme Dorji Wangchuck 1972 |
| Premier Bhutanu                                                  | - 1952 Jigme Palden Dorji 1964 |
| Prezydent Boliwii                                                | - 1952 Víctor Paz Estenssoro 1956 - 1956 Hernán Siles Zuazo 1960                                                                                            |
| Prezydent Brazylii                                               | - 1956 Juscelino Kubitschek 1961 |
| Sułtan Brunei                                                    | - 1950 Omar Ali Saifuddien III 1967 |
| Przywódca Bułgarii                                               | - 1954 Todor Żiwkow 1989 |
| Premier Bułgarii                                                 | - 1950 Wyłko Czerwenkow 1956 - 1956 Anton Jugow 1962 |
| Prezydent Chile                                                  | - 1952 Carlos Ibáñez del Campo 1958 |
| Przewodniczący ChRL                                              | - 1949 Mao Zedong 1959 |
| Premier Chin                                                     | - 1949 Zhou Enlai 1976 |
| Prezydent Czechosłowacji                                         | - 1953 Antonín Zápotocký 1957 |
| Premier Czechosłowacji                                           | - 1953 Viliam Široký 1963 |
| Król Danii                                                       | - 1947 Fryderyk IX 1972 |
| Premier Danii                                                    | - 1955 Hans Christian Hansen 1960 |
| Dalajlama                                                        | - 1940 Tenzin Gjaco |
| Prezydent Dominikany                                             | - 1952 Héctor Trujillo 1960 |
| Prezydent Egiptu                                                 | - 1954 Gamal Abdel Naser 1958 |
| Premier Egiptu                                                   | - 1954 Gamal Abdel Naser 1961 |
| Prezydent Ekwadoru                                               | - 1952 José María Velasco Ibarra 1956 - 1956 Camilo Ponce Enríquez 1960                                                                                     |
| Cesarz Etiopii                                                   | - 1941 Hajle Syllasje 1974 |
| Premier Etiopii                                                  | - 1942 Mekonnyn Yndalkaczeu 1957 |
| Prezydent Filipin                                                | - 1953 Ramon Magsaysay 1957 |
| Prezydent Finlandii                                              | - 1946 Juho Paasikivi 1956 - 1956 Urho Kekkonen 1981 |
| Premier Finlandii                                                | - 1954 Urho Kekkonen 1956 - 1956 Karl-August Fagerholm 1957                                                                                                 |
| Prezydent Francji                                                | - 1954 René Coty 1959 |
| Premier Francji                                                  | - 1955 Edgar Faure 1956 - 1956 Guy Mollet 1957 |
| Król Grecji                                                      | - 1947 Paweł I 1964 |
| Premier Grecji                                                   | - 1955 Konstandinos Karamanlis 1958 |
| Prezydent Gwatemali                                              | - 1954 Carlos Castillo Armas] 1957 |
| Prezydent Haiti                                                  | - 1950 Paul Magloire 1956 - 1956 Joseph Nemours Pierre-Louis (p.o.) 1957                                                                                    |
| Regent Hiszpanii                                                 | - 1947 Francisco Franco 1975 |
| Premier Hiszpanii                                                | - 1939 Francisco Franco 1973 |
| Król Holandii                                                    | - 1948 Juliana 1980 |
| Premier Holandii                                                 | - 1948 Willem Drees 1958 |
| Prezydent Hondurasu                                              | - 1954 Julio Lozano Díaz (p.o.) 1956 - 1956 Wojskowa junta 1957                                                                                             |
| Szach Iranu                                                      | - 1941 Mohammad Reza Pahlawi 1979 |
| Premier Iranu                                                    | - 1955 Hosejn Ala 1957 |
| Prezydent Indii                                                  | - 1950 Rajendra Prasad 1962 |
| Premier Indii                                                    | - 1947 Jawaharlal Nehru 1964 |
| Prezydent Indonezji                                              | - 1945 Sukarno 1967 |
| Prezydent Irlandii                                               | - 1945 Seán O’Kelly 1959 |
| Premier Irlandii                                                 | - 1954 John A. Costello 1957 |
| Prezydent Islandii                                               | - 1952 Ásgeir Ásgeirsson 1968 |
| Premier Islandii                                                 | - 1953 Ólafur Thors 1956 - 1956 Hermann Jónasson 1958 |
| Prezydent Izraela                                                | - 1952 Jicchak Ben Cewi 1963 |
| Premier Izraela                                                  | - 1955 Dawid Ben Gurion 1963 |
| Cesarz Japonii                                                   | - 1926 Hirohito 1989 |
| Premier Japonii                                                  | - 1954 Ichirō Hatoyama 1956 - 1956 Tanzan Ishibashi 1957 |
| Król Jordanii                                                    | - 1952 Husajn 1999 |
| Premier Jordanii                                                 | - 1955 Ibrahim Haszim (p.o.) 1956 - 1956 Samir ar-Rifa’i 1956 - 1956 Sa’id al-Mufti 1956 - 1956 Ibrahim Haszim 1956 - 1956 Sulajman an-Nabulusi 1957        |
| Prezydent Jugosławii                                             | - 1953 Josip Broz Tito 1980 |
| Premier Jugosławii                                               | - 1945 Josip Broz Tito 1963 |
| Król Kambodży                                                    | - 1955 Norodom Suramarit 1960 |
| Premier Kambodży                                                 | - 1955 Norodom Sihanouk 1956 - 1956 Oum Chheang Sun 1956 - 1956 Norodom Sihanouk 1956 - 1956 Khim Tit 1956 - 1956 Norodom Sihanouk 1956 - 1956 San Yun 1957 |
| Premier Kanady                                                   | - 1948 Louis St. Laurent 1957 |
| Prezydent Kolumbii                                               | - 1953 gen. Gustavo Rojas Pinilla 1957 |
| Patriarcha Konstantynopola                                       | - 1948 Atenagoras I 1972 |
| Prezydent Korei Południowej                                      | - 1948 Rhee Syng-man 1960 |
| Premier KRLD                                                     | - 1948 Kim Il Sŏng 1972 |
| Prezydent Kostaryki                                              | - 1953 José Figueres Ferrer 1958 |
| Prezydent Kuby                                                   | - 1952 Fulgencio Batista 1959 |
| Premier Kuby                                                     | - 1955 Jorge García Montes 1957 |
| Król Laosu                                                       | - 1946 Sisavang Vong 1959 |
| Prezydent Libanu                                                 | - 1952 Kamil Szamun 1958 |
| Premier Libanu                                                   | - 1955 Raszid Karami 1956 - 1956 Abd Allah al-Jafi 1956 - 1956 Sami as-Sulh 1958                                                                            |
| Prezydent Liberii                                                | - 1944 William Tubman 1971 |
| Król Libii                                                       | - 1951 Idris I 1969 |
| Premier Libii                                                    | - 1954 Mustafa ibn Halim 1957 |
| Książę Liechtensteinu                                            | - 1938 Franciszek Józef II 1989 |
| Premier Liechtensteinu                                           | - 1945 Alexander Frick 1962 |
| Premier Litwyna emigracji                                        | - 1940 Stasys Lozoraitis 1983 |
| Wielki książę Luksemburga                                        | - 1919 Szarlotta 1964 |
| Premier Luksemburga                                              | - 1953 Joseph Bech 1958 |
| Premier Malty                                                    | - 1955 Dom Mintoff 1958 |
| Sułtan Maroka                                                    | - 1953 Muhammad ibn Arafa 1956 - 1956 Muhammad V 1957 |
| Premier Maroka                                                   | - 1956 Mubarek Bekkai 1958 |
| Prezydent Meksyku                                                | - 1952 Adolfo Ruiz Cortines 1958 |
| Książę Monako                                                    | - 1949 Rainier III 2005 |
| Minister stanu Monako                                            | - 1953 Henry Soum 1959 |
| Przewodniczący Prezydium Wielkiego Churału Państwowego Mongolii  | - 1954 Dżamsrangijn Sambuu 1960 |
| Premier Mongolii                                                 | - 1952 Jumdżaagijn Cedenbal 1974 |
| Sekretarz generalny NATO                                         | - 1952 Hastings Lionel Ismay (Wielka Brytania) 1957 |
| Król Nepalu                                                      | - 1955 Mahendra 1972 |
| Premier Nepalu                                                   | - 1955 urząd zniesiony 1956 - 1956 Tanka Prasad Acharya 1957                                                                                                |
| Prezydent Niemiec                                                | - 1949 Theodor Heuss 1959 |
| Kanclerz Niemiec                                                 | - 1949 Konrad Adenauer 1963 |
| Prezydent Nikaragui                                              | - 1950 Anastasio Somoza García 1956 - 1956 Luis Somoza Debayle 1963                                                                                         |
| Król Norwegii                                                    | - 1905 Haakon VII 1957 |
| Premier Norwegii                                                 | - 1955 Einar Gerhardsen 1963 |
| Premier Nowej Zelandii                                           | - 1949 Sidney Holland 1957 |
| Prezydent NRD                                                    | - 1949 Wilhelm Pieck 1960 |
| Premier NRD                                                      | - 1949 Otto Grotewohl 1964 |
| Sułtan Omanu                                                     | - 1932 Sa’id ibn Tajmur 1970 |
| Sekretarz generalny ONZ                                          | - 1953 Dag Hammarskjöld (Szwecja) 1961 |
| Król Pakistanu (tytularny)                                       | - 1952 Elżbieta II 1956 |
| Prezydent Pakistanu                                              | - 1956 Iskander Mirza 1958 |
| Premier Pakistanu                                                | - 1955 Chaudhry Mohammad Ali 1956 - 1956 Huseyn Shaheed Suhrawardy 1957                                                                                     |
| Prezydent Panamy                                                 | - 1955 Ricardo Arias 1956 - 1956 Ernesto de la Guardia 1960                                                                                                 |
| Papież                                                           | - 1939 Pius XII 1958 |
| Prezydent Paragwaju                                              | - 1954 gen. Alfredo Stroessner 1989 |
| Prezydent Peru                                                   | - 1948 Manuel A. Odría 1956 - 1956 Manuel Prado Ugarteche 1962                                                                                              |
| Premier Południowej Afryki                                       | - 1954 Johannes Strijdom 1958 |
| Prezydent Portugalii                                             | - 1951 Francisco Craveiro Lopes 1958 |
| Premier Portugalii                                               | - 1932 António de Oliveira Salazar 1968 |
| Sekretarz generalny Rady Europy                                  | - 1953 Léon Marchal (Francja) 1956 |
| Prezydent Rumunii                                                | - 1952 Petru Groza 1958 |
| Premier Rumunii                                                  | - 1955 Chivu Stoica 1961 |
| Prezydent Salwadoru                                              | - 1950 Óscar Osorio 1956 - 1956 José María Lemus 1960 |
| Kapitanowie regenci San Marino                                   | - 1955 Primo Bugli Giuseppe Maiani 1956 - 1956 Mario Nanni Enrico Andreoli 1956 - 1956 Mariano Ceccoli Eugenio Bernardini 1957                              |
| Sekretarz Stanu do spraw Politycznych i Zagranicznych San Marino | - 1945 Gino Giacomini 1957 |
| Premier Somalii                                                  | - 1956 Abdullahi Issa 1960 |
| Premier Sri Lanki                                                | - 1953 John Kotelawala 1956 - 1956 Solomon Bandaranaike 1959                                                                                                |
| Premier Sudanu                                                   | - 1954 Isma’il al-Azhari 1956 - 1956 Abd Allah Chalil 1958                                                                                                  |
| Prezydent Syrii                                                  | - 1955 Szukri al-Kuwatli 1958 |
| Premier Syrii                                                    | - 1955 Sa’id al-Ghazzi 1956 - 1956 Sabri al-Asali 1958 |
| Prezydent Szwajcarii                                             | - 1956 Markus Feldmann 1956 |
| Król Szwecji                                                     | - 1950 Gustaw VI Adolf 1973 |
| Premier Szwecji                                                  | - 1946 Tage Erlander 1969 |
| Król Tajlandii                                                   | - 1946 Bhumibol Adulyadej 2016 |
| Premier Tajlandii                                                | - 1948 Plaek Pibulsongkram 1957 |
| Prezydent Tajwanu                                                | - 1950 Czang Kaj-szek 1975 |
| Król Tonga                                                       | - 1918 Salote Tupou III 1965 |
| Premier Tonga                                                    | - 1949 Taufaʻahau Tupou IV 1965 |
| Król Tunezji                                                     | - 1956 Muhammad VIII 1957 |
| Premier Tunezji                                                  | - 1956 Tahar Ben Ammar 1956 - 1956 Habib Burgiba 1957 |
| Prezydent Turcji                                                 | - 1950 Celâl Bayar 1960 |
| Premier Turcji                                                   | - 1950 Adnan Menderes 1960 |
| Prezydent Urugwaju                                               | - 1955 Narodowa Rada Rządowa 1967 |
| Prezydent USA                                                    | - 1953 Dwight Eisenhower 1961 |
| Prezydent Wenezueli                                              | - 1952 Marcos Pérez Jiménez 1958 |
| Prezydent Węgier                                                 | - 1952 István Dobi 1967 |
| Premier Węgier                                                   | - 1955 András Hegedüs 1956 - 1956 Imre Nagy 1956 - 1956 János Kádár 1958                                                                                    |
| Monarcha Wielkiej Brytanii                                       | - 1952 Elżbieta II 2022 |
| Premier Wielkiej Brytanii                                        | - 1955 Anthony Eden 1957 |
| Prezydent Wietnamu Północnego                                    | - 1945 Hồ Chí Minh 1969 |
| Premier Wietnamu Północnego                                      | - 1955 Phạm Văn Đồng 1976 |
| Prezydent Wietnamu Południowego                                  | - 1955 Ngô Đình Diệm 1963 |
| Prezydent Włoch                                                  | - 1955 Giovanni Gronchi 1962 |
| Premier Włoch                                                    | - 1955 Antonio Segni 1957 |
| Przywódca ZSRR                                                   | - 1953 Nikita Chruszczow 1964 |
| Premier ZSRR                                                     | - 1955 Nikołaj Bułganin 1958 |

Rok 1956 / MCMLVI
stulecia: XIX wiek ~
XX wiek ~
XXI wiek

dziesięciolecia:
1920–1929 •
1930–1939 •
1940–1949 •
1950–1959
• 1960–1969
• 1970–1979
• 1980–1989

lata: 1946 «
1951 «
1952 «
1953 «
1954 «
1955 «
1956
» 1957
» 1958
» 1959
» 1960
» 1961
» 1966

## Wydarzenia w Polsce

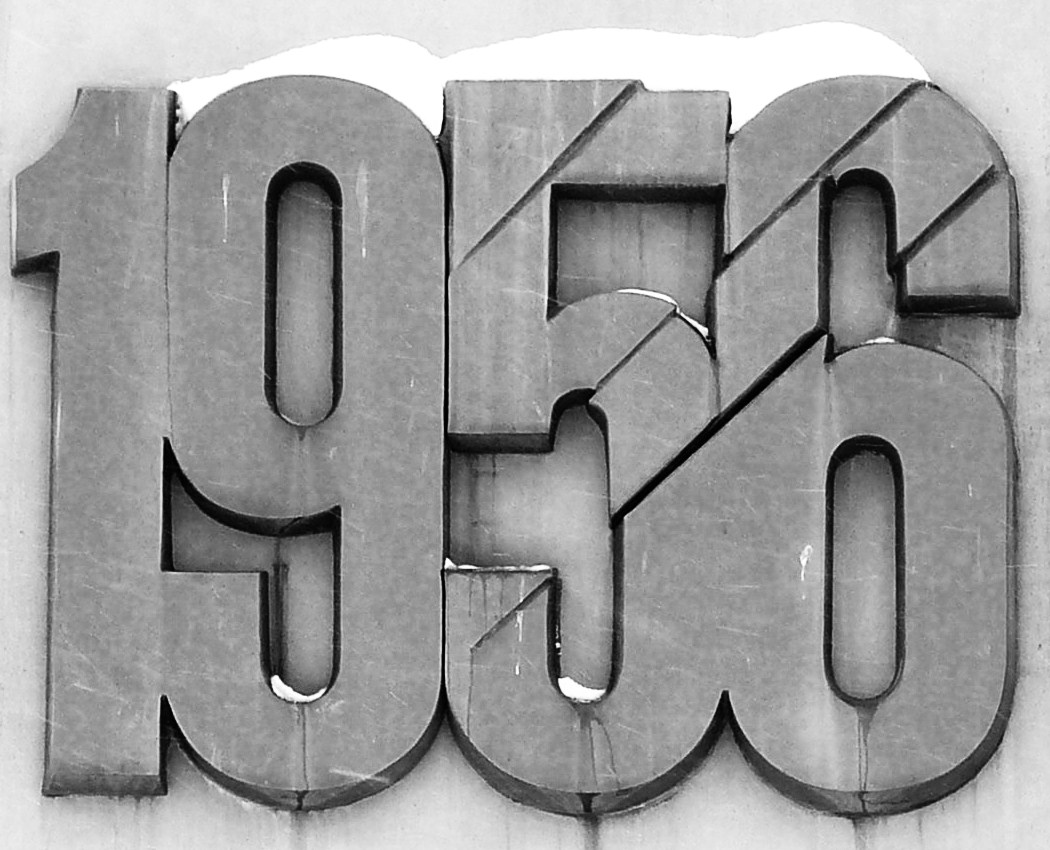
Pomnik Ofiar Czerwca 1956 w Poznaniu

- 1 stycznia – powstało Studio Filmów Lalkowych w Tuszynie wydzielone z Wytwórni Filmów Fabularnych w Łodzi (później – Studio Filmowe Se-ma-for).
- 5 stycznia – odbyło się pierwsze zebranie Klubu Krzywego Koła.
- 14 stycznia – utworzono Ojcowski Park Narodowy.
- 24 stycznia – Polska i Kambodża nawiązały stosunki dyplomatyczne.
- 25 stycznia:
  - na mocy zarządzenia przewodniczącego Głównego Komitetu Kultury Fizycznej rozpoczęło działalność Przedsiębiorstwo Państwowe Totalizator Sportowy.
  - premiera filmu Podhale w ogniu.
- 3 lutego – ukazał się pierwszy numer tygodnika „Bandera”.
- 6 lutego – wyemitowano premierowy spektakl telewizyjnego Teatru Sensacji.
- 17 lutego – 15 górników zginęło w wyniku pożaru w KWK Rokitnica w Zabrzu.
- 26 lutego – w Białymstoku zostało założone Białoruskie Towarzystwo Społeczno-Kulturalne w Polsce.
- 29 lutego – w Krakowie Tadeusz Kantor uruchomił Teatr Cricot 2.
- 2 marca – lawina, która zeszła z Kondratowego Wierchu w Tatrach Zachodnich, zniszczyła 2 schroniska, zabijając 5 osób.
- 12 marca – w Moskwie umarł Bolesław Bierut.
- 13–16 marca – żałoba narodowa po śmierci Bolesława Bieruta.
- 18 marca – Górnik Zabrze w swym debiucie w ekstraklasie wygrał z Ruchem Chorzów 3:1.
- 20 marca – Edward Ochab został pierwszym sekretarzem KC PZPR.
- 26 marca – Telewizja Polska wyemitowała premierowe wydanie pierwszego polskiego talk-show Tele-Echo.
- 1 kwietnia – ukazał się pierwszy numer „Gazety Częstochowskiej”.
- 5 kwietnia – w Warszawie otwarto studencki klub „Stodoła”.
- 7 kwietnia – odbyła się premiera filmu Sprawa pilota Maresza.
- 11 kwietnia – skazany na karę dożywotniego pozbawienia wolności pilot myśliwski Stanisław Skalski został uwolniony i zrehabilitowany.
- 15 kwietnia – ogłoszono amnestię.
- 19 kwietnia:
  - Włodzimierz Sokorski został odwołany ze stanowiska ministra kultury i sztuki, zastąpił go Karol Kuryluk.
  - w Stoczni Gdańskiej zwodowano drobnicowiec MS „Bolesław Bierut”.
- 21 kwietnia – w Krakowie odbył się pierwszy w kraju oficjalny mecz brydżowy.
- 23 kwietnia – zostali aresztowani pierwsi funkcjonariusze MBP – wiceminister Roman Romkowski i dyrektor X Departamentu Anatol Fejgin.
- 27 kwietnia:
  - ogłoszono amnestię.
  - zalegalizowano aborcję.
- 1 maja:
  - w Warszawie powstał pierwszy w Polsce ośrodek telewizyjny. Program nadawany był przez 5 dni w tygodniu.
  - utworzono sekcję rugby Lechii Gdańsk.
  - premiera filmu Cień.
- 15 maja – Stanisław Królak jako pierwszy Polak wygrał Wyścig Pokoju.
- 26 maja – w Krakowie otwarto Piwnicę pod Baranami, założoną m.in. przez Piotra Skrzyneckiego.
- 28 maja – w Lublinie odnotowano najwyższą temperaturę w maju (+35,7 °C).
- 1 czerwca:
  - ukazało się pierwsze wydanie tygodnika „Piłka Nożna”.
  - w Białymstoku powstał pierwszy w Polsce sklep samoobsługowy.
  - zlikwidowano ówczesną 1 klasę w wagonach pasażerskich, pozostałym dwóm klasom zmieniono oznaczenie: dawna klasa druga stała się pierwszą, a trzecia drugą.
- 8 czerwca – minister spraw wewnętrznych wydał zarządzenie, zgodnie z którym do wydawania paszportów została upoważniona Milicja Obywatelska.
- 9 czerwca – 5 górników zginęło w wybuchu gazu w KWK Siemianowice.
- 14 czerwca – powstała Organizacja Harcerska Polski Ludowej.
- 19 czerwca – wprowadzono nowy wzór tablic rejestracyjnych.
- 28 czerwca – w Poznaniu doszło do protestów robotniczych („Poznański Czerwiec”), krwawo stłumionych przez wojsko i milicję.
- 29 czerwca – po krwawym stłumieniu przez wojsko protestu poznańskich robotników premier PRL Józef Cyrankiewicz w wieczornym przemówieniu radiowym powiedział m.in.: „Każdy prowokator czy szaleniec, który odważy się podnieść rękę przeciw władzy ludowej, niech będzie pewny, że mu tę rękę władza ludowa odrąbie!”
- 7 lipca – w Poznaniu, płotkarz Janusz Kotliński ustanowił rekord Polski w biegu na 400 m ppł. wynikiem 52,6 s.
- 8 lipca – w Poznaniu, płotkarka Elżbieta Wagner ustanowiła rekord Polski w biegu na 80 m ppł. wynikiem 11,1 s.
- 11 lipca – w Warszawie, 22-letnia Beata Żbikowska ustanowiła rekord Polski w biegu na 400 m wynikiem 57,5 s.
- 14 lipca – w Warszawie, płotkarz Edward Bugała ustanowił rekord Polski w biegu na 110 m ppł. wynikiem 14,7 s.
- 15 lipca – we Wrocławiu odsłonięto pochodzący ze Lwowa pomnik Aleksandra Fredry.
- 18 lipca – największa katastrofa górnicza w kopalni KWK „Boże Dary” w Katowicach-Kostuchnie.
- 20 lipca – premiera filmu Warszawska syrena.
- 22 lipca – otwarto Stadion Śląski.
- 6 sierpnia – rozpoczął się I Festiwal Muzyki Jazzowej w Sopocie.
- 19 sierpnia – Legia Warszawa odniosła największe zwycięstwo w historii swych występów w ekstraklasie, pokonując na Łazienkowskiej Wisłę Kraków 12:0.
- 25 sierpnia – 30 górników zginęło w pożarze w KWK „Chorzów”.
- 26 sierpnia – na Jasnej Górze przy udziale około miliona wiernych złożono Jasnogórskie Śluby Narodu zredagowane przez prymasa Stefana Wyszyńskiego.
- 30 sierpnia:
  - seryjny morderca Władysław Mazurkiewicz został skazany na karę śmierci.
  - biegacz Stefan Lewandowski ustanowił rekord Polski w biegu na 800 m wynikiem 1:48,5 s.
- 13 września – biegaczka Halina Gabor ustanowiła rekord Polski w biegu na 800 m wynikiem 2:09,1 s.
- 30 września – w Zabrzu, biegacz Stanisław Swatowski ustanowił rekord Polski w biegu na 400 m wynikiem 47,5 s.
- 10 października:
  - zainaugurowano I Międzynarodowy Festiwal Muzyki Współczesnej Warszawska Jesień.
  - Kraków: Kazimierz Kordylewski po raz pierwszy zaobserwował księżyce pyłowe Ziemi.
- 19 października – powstało Stowarzyszenie Muzyczne Śląski Jazz Club, najstarsze stowarzyszenie jazzowe w Polsce.
- 19–21 października – odbyło się VIII plenum KC PZPR, na którym nowym przewodniczącym partii został zrehabilitowany Władysław Gomułka (odwilż gomułkowska). Na obrady bez uprzedzenia przybyła delegacja radziecka z Nikitą Chruszczowem.
- 21 października:
  - I sekretarzem PZPR w miejsce Edwarda Ochaba został Władysław Gomułka.
  - w Sosnowcu otwarto Stadion Ludowy.
  - w Suwałkach odnotowano październikowe minimum temperatury (–14,2 °C).
- 24 października – odwilż gomułkowska: Władysław Gomułka wygłosił przemówienie do kilkuset tysięcy osób podczas wiecu na Placu Defilad w Warszawie.
- 25 października – rękopis dzieła De revolutionibus Mikołaja Kopernika, podarowany narodowi polskiemu przez rząd Czechosłowacji, został przekazany Bibliotece Jagiellońskiej.
- 28 października:
  - zwolniono z więzienia w Komańczy prymasa Polski, kardynała Stefana Wyszyńskiego.
  - w Gdyni odbyło się zebranie założycielskie Zrzeszenia Kaszubskiego.
- 29 października – premiera filmu Nikodem Dyzma.
- 1 listopada – Służba Więzienna przeszła spod zarządu Ministerstwa Spraw Wewnętrznych pod zarząd Ministerstwa Sprawiedliwości.
- 4 listopada – zainaugurował działalność Wrocławski Teatr Pantomimy.
- 18 listopada – Bydgoszcz: tłum manifestantów zniszczył na Wzgórzu Dąbrowskiego maszt radiowy i urządzenia radiostacji, która zagłuszała audycje rozgłośni zachodnich, zwłaszcza Wolnej Europy.
- 25 listopada – ukazało się pierwsze wydanie tygodnika Kronika Beskidzka.
- 30 listopada – prasa opublikowała list uczonych krakowskich w sprawie reaktywowania Polskiej Akademii Umiejętności.
- 1 grudnia – Aleksander Bardini został naczelnym reżyserem programu TVP.
- 4 grudnia – reaktywacja ZHP.
- 9 grudnia – istniejąca od 4 lutego 1951 Sekcja Piłki Nożnej Głównego Komitetu Kultury Fizycznej powróciła do nazwy Polski Związek Piłki Nożnej.
- 10 grudnia:
  - Rada Państwa wydała dekret przywracający Katowicom i województwu katowickiemu pierwotne nazwy.
  - została powołana tzw. Komisja Mazura, mająca zbadać przypadki łamania prawa w naczelnych organach ścigania i wymiaru sprawiedliwości do 1956 roku.
- 15 grudnia – Polskie Radio nadało pierwszy odcinek powieści radiowej Matysiakowie.
- 17 grudnia:
  - podpisano „Umowę o statusie prawnym wojsk radzieckich czasowo stacjonujących w Polsce” (ratyfikacja: 27 lutego 1957).
  - Zygmunt Dworakowski został Przewodniczącym Prezydium Rady Narodowej Warszawy.
- 25 grudnia – z tą datą ukazał się pierwszy – po przejęciu przez PAX w 1953 roku – numer Tygodnika Powszechnego zredagowany przez Jerzego Turowicza.
- 28 grudnia – uzdrowisko Ustroń otrzymało prawa miejskie.

## Wydarzenia na świecie
- 1 stycznia – Sudan uzyskał niepodległość (od Egiptu i Wielkiej Brytanii)[1].
- 3 stycznia – w wyniku pożaru stacji przekaźnikowej na Wieży Eiffla połowa mieszkańców Paryża została pozbawiona sygnału telewizyjnego.
- 16 stycznia – w Egipcie na mocy nowej konstytucji islam stał się religią państwową.
- 18 stycznia – parlament NRD przyjął ustawę o utworzeniu Narodowej Armii Ludowej.
- 19 stycznia – Sudan został członkiem Ligi Arabskiej.
- 26 stycznia:
  - rozpoczęły się VII Zimowe Igrzyska Olimpijskie we włoskiej Cortinie d’Ampezzo.
  - ostatni żołnierze radzieccy opuścili bazę wojskową na fińskim półwyspie Porkkala.
- 28 stycznia – Niemiecka Republika Demokratyczna została przyjęta do Układu Warszawskiego.
- 29 stycznia – w Zurychu odbyła się premiera sztuki Wizyta starszej pani Friedricha Dürrenmatta.
- 31 stycznia:
  - Guy Mollet został premierem Francji.
  - Juscelino Kubitschek de Oliveira został prezydentem Brazylii.
- 4 lutego – Johnny Cash nagrał jedną ze swych najsłynniejszych piosenek I Walk the Line.
- 5 lutego – zakończyły się VII Zimowe Igrzyska Olimpijskie we włoskiej Cortina d’Ampezzo.
- 8 lutego – w Londynie odbyła się prezentacja piętrowego autobusu Routemaster.
- 11 lutego – dokonano oblotu samolotu transportowego An-8.
- 14 lutego:
  - rozpoczął się XX Zjazd Komunistycznej Partii Związku Radzieckiego, mający położyć kres kultowi jednostki.
  - zostaje przeprowadzone referendum w sprawie przyłączenia Malty do Wielkiej Brytanii.
  - wystartował drugi kanał telewizji radzieckiej.
- 15 lutego – Urho Kaleva Kekkonen został po raz pierwszy wybrany na prezydenta Finlandii, funkcję tę pełnił przez kolejnych 25 lat.
- 20 lutego – w katastrofie francuskiego samolotu Douglas DC-6 pod Kairem zginęły 52 osoby.
- 25 lutego – Nikita Chruszczow podczas XX Zjazdu KPZR wygłosił referat O kulcie jednostki i jego następstwach.
- 29 lutego – Zgromadzenie Narodowe Pakistanu uchwaliło nową konstytucję nadającą państwu ustrój republiki islamskiej.
- 1 marca:
  - w NRD została utworzona Narodowa Armia Ludowa.
  - Urho Kaleva Kekkonen został prezydentem Finlandii.
- 2 marca – Maroko uzyskało niepodległość (od Francji).
- 3 marca – Karl-August Fagerholm został po raz drugi premierem Finlandii.
- 9 marca:
  - Brytyjczycy aresztowali arcybiskupa Makariosa i zesłali go z Cypru na Seszele.
  - fotograf Arturo Mari rozpoczął pracę w Watykanie.
  - w Tbilisi została krwawo stłumiona antyradziecka demonstracja. Zginęło najmniej 80 osób.
- 15 marca – premiera musicalu My Fair Lady na Broadwayu.
- 19 marca – podczas sztormu na Zatoce Biskajskiej zatonął polski drobnicowiec MS Stalowa Wola.
- 20 marca – Tunezja uzyskała niepodległość (od Francji).
- 21 marca – odbyła się 28. ceremonia wręczenia Oscarów.
- 23 marca:
  - Pakistan stał się pierwszą na świecie republiką islamską.
  - ukazał się debiutancki album Elvisa Presleya pt. Elvis Presley.
- 26 marca – w ZSRR założono Zjednoczony Instytut Badań Jądrowych.
- 28 marca – premiera filmu historycznego Aleksander Wielki w reżyserii Roberta Rossena.
- 6 kwietnia:
  - premiera westernu Ranczo w dolinie.
  - rosyjsko-chińska wyprawa dokonała pierwszego wejścia na szczyt siedmiotysięcznika Muztagata w paśmie Pamiru.
- 7 kwietnia – kilkuset arabskich fedainów dokonało jednocześnie wielu akcji sabotażowych na izraelską infrastrukturę kolejową, drogową i energetyczną, w wyniku czego zginęło 4 Izraelczyków, a 3 zostało rannych. Siły izraelskie zabiły 11 fedainów, a 5 aresztowały.
- 11 kwietnia:
  - fedaini ostrzelali synagogę w osadzie Shafrir w Izraelu. Zginęło troje dzieci i opiekun, a 5 osób zostało rannych.
  - Habib Burgiba został premierem Tunezji.
- 14 kwietnia – w Chicago zaprezentowano pierwszy magnetowid.
- 16 kwietnia – Austria została przyjęta do Rady Europy.
- 17 kwietnia – rozwiązano Kominform.
- 18 kwietnia – odbyła się wizyta Nikity Chruszczowa w Wielkiej Brytanii.
- 19 kwietnia – amerykańska aktorka Grace Kelly poślubiła księcia Monako Rainiera III.
- 20 kwietnia – rozpoczęto seryjną produkcję samochodu osobowego Moskwicz 402.
- 22 kwietnia – ostatni kurs tramwaju w Opawie.
- 27 kwietnia – w Bułgarii zalegalizowano aborcję.
- 1 maja:
  - zainaugurował działalność Uniwersytet w Daegu w Korei Południowej.
  - w Japonii poinformowano o pierwszych przypadkach tzw. choroby z Minamaty, wywoływanej przez ścieki zawierające metylortęć, wypuszczane przez miejscową fabrykę tworzyw sztucznych należącą do koncernu Chisso Corporation.
- 3 maja – Tokio: odbyły się pierwsze Mistrzostwa Świata w judo.
- 9 maja:
  - obywatele Togo Brytyjskiego opowiedzieli się w referendum za połączeniem ze Złotym Wybrzeżem (obecnie Ghana).
  - japońska wyprawa weszła po raz pierwszy na wierzchołek himalajskiego ośmiotysięcznika Manaslu.
- 10 maja – w Alwarze w północno-zachodnich Indiach zmierzono najwyższą w historii kraju temperaturę (50,6 °C).
- 15 maja – wystartował pierwszy program chorwackiej telewizji publicznej HRT1 (jako TVZ1).
- 18 maja – Szwajcarzy Fritz Luchsinger i Ernst Reiss dokonali pierwszego wejścia na himalajski ośmiotysięcznik Lhotse (8516 m n.p.m.).
- 21 maja – nad atolem Bikini Amerykanie dokonali pierwszej detonacji bomby wodorowej w atmosferze.
- 24 maja – w Lugano odbył się pierwszy Konkurs Piosenki Eurowizji, który wygrała Szwajcarka Lys Assia z utworem Refrain.
- 27 maja – na atolu Bikini Amerykanie przeprowadzili pierwszy wybuch tzw. trójfazowej bomby atomowej.
- 1 czerwca – premiera thrillera Człowiek, który wiedział za dużo w reżyserii Alfreda Hitchcocka.
- 6 czerwca – założono Uniwersytet Telawiwski.
- 13 czerwca:
  - po 72-letniej okupacji wojska brytyjskie opuściły strefę Kanału Sueskiego.
  - w Paryżu rozegrano pierwszy finał piłkarskiego Pucharu Europy, w którym Real Madryt pokonał francuski Stade de Reims 4:3.
- 16 czerwca – dokonano oblotu myśliwca MiG-21.
- 19 czerwca:
  - w ramach operacji „Mosaic” Wielka Brytania przeprowadziła nad australijskim archipelagiem Montebello drugą atmosferyczną próbę atomową.
  - w Bergen, Brytyjczyk Gordon Pirie ustanowił rekord świata w biegu na 5000 m wynikiem 13.36,8 s.
- 20 czerwca – dokonano oblotu radzieckiego samolotu-amfibii Be-10.
- 22 czerwca – w Bakersfield, Amerykanin Jack Davis ustanowił rekord świata w biegu na 110 m ppł. wynikiem 13,4 s.
- 23 czerwca:
  - Gamal Abdel Naser został prezydentem Egiptu.
  - w Egipcie kobiety uzyskały czynne i bierne prawa wyborcze.
- 24 czerwca:
  - na Islandii odbyły się wybory parlamentarne.
  - 32 spośród 45 osób na pokładzie zginęły w katastrofie lecącego z Lagos do Londynu samolotu Canadair North Star należącego do British Overseas Airways Corporation, do której doszło krótko po starcie po międzylądowaniu w Porcie lotniczym Kano w północnej Nigerii.
- 29 czerwca:
  - odbył się ślub Marilyn Monroe i dramaturga Arthura Millera.
  - w Los Angeles, Amerykanin Glenn Davis ustanowił rekord świata w biegu na 400 m ppł. (czas 49,5 s.)
- 30 czerwca:
  - 128 osób zginęło w zderzeniu dwóch cywilnych samolotów pasażerskich: Douglasa DC-7 należącego do linii United Airlines Lockheed Constellation linii TWA nad Wielkim Kanionem Kolorado w Arizonie.
  - w Los Angeles, Amerykanin Lou Jones ustanowił rekord świata w biegu na 400 m wynikiem 45,2 s.
- 1 lipca – prasa radziecka opublikowała utajniony do tej pory, choć wcześniej znany na Zachodzie, fragment testamentu Lenina ostrzegający przed samowładztwem Stalina.
- 9 lipca – w Paryżu odbyła się prapremiera baletu Icare.
- 18 lipca – Ernő Gerő został pierwszym sekretarzem Węgierskiej Partii Pracujących.
- 26 lipca:
  - Egipt znacjonalizował Kanał Sueski.
  - dzień po kolizji ze statkiem pasażerskim „Stockholm” zatonął włoski transatlantyk „Andrea Doria”.
- 27 lipca – Wielka Brytania: w wyniku katastrofy w bazie lotniczej Lakenheath doszło do śmierci 4 osób z załogi amerykańskiego bombowca i pożaru magazynu, w który uderzył i gdzie przechowywane były m.in. 3 bomby atomowe.
- 29 lipca – we Frechen, Niemka Kreszentia Gastl ustanowiła rekord świata w biegu na 80 m ppł. wynikiem 10,6 s.
- 30 lipca – fraza In God we trust (W Bogu pokładamy ufność) stała się oficjalną dewizą Stanów Zjednoczonych, odróżniającą USA od Związku Radzieckiego promującego ateizm. Od tamtej pory motto narodowe było umieszczane na wszystkich amerykańskich monetach i banknotach.
- 31 lipca – w Moskwie otwarto Stadion Łużniki.
- 2 sierpnia – utworzono Park Narodowy Wysp Dziewiczych.
- 3 sierpnia:
  - prezydent USA Dwight Eisenhower podpisał ustawę, na mocy której w Grobie Nieznanych Żołnierzy na Narodowym Cmentarzu w Arlington obok nieznanego żołnierza z I wojny światowej można było pogrzebać również bezimiennych żołnierzy z II wojny światowej oraz z wojny koreańskiej.
  - w Berlinie, Amerykanin Willie Williams ustanowił rekord świata w biegu na 100 m wynikiem 10,1 s.
  - w Tata, Węgier István Rózsavölgyi ustanowił rekord świata w biegu na 1500 m wynikiem 3.40,6 s.
- 8 sierpnia – w katastrofie w kopalni w belgijskim Marcinelle zginęły 262 osoby, w tym m.in. 136 Włochów i 8 Polaków.
- 29 sierpnia – Luis Somoza został prezydentem Nikaragui.
- 30 sierpnia – w Luizjanie otwarto Lake Pontchartrain Causeway, najdłuższy most na świecie.
- 31 sierpnia – dokonano oblotu latającej cysterny Boeing KC-135 Stratotanker.
- 4 września – zaprezentowano IBM 305 RAMAC, pierwszy komercyjny komputer z dyskiem magnetycznym.
- 7 września – niespełna 16-letni Pelé zadebiutował w barwach Santos FC, strzelając jedną z bramek w meczu z Corinthians Santo André (7:1).
- 8 września – wizyta kanclerza RFN Konrada Adenauera w ZSRR.
- 10 września – 7 izraelskich żołnierzy zginęło w strzelaninie na granicy z Jordanią.
- 16 września:
  - w Sydney, Australijka Betty Cuthbert ustanowiła rekord świata w biegu na 200 m wynikiem 23,2 s.
  - w Budapeszcie, Węgier Sándor Rozsnyói ustanowił rekord świata w biegu na 3000 m przeszk. (8.35,6 s)
- 21 września – w mieście León został postrzelony nikaraguański dyktator Anastasio Somoza García; zmarł 29 września.
- 25 września – zainaugurowano pierwszy podoceaniczny kabel pomiędzy Szkocją a Nową Fundlandią.
- 27 września – amerykański pilot-oblatywacz, kpt. Milburn Apt, podczas lotu samolotem Bell X-2 nad pustynią Mojave (Kalifornia) ustanowił rekord prędkości. Jako pierwszy człowiek przekroczył granicę 3 Ma (na wysokości 19 977 m uzyskał prędkość 3377 km/h = 3,196 Ma).
- 4 października – na Morzu Północnym zatonął polski statek rybacki Cyranka. Zginęło 12 osób.
- 22 października – został oblatany amerykański helikopter wielozadaniowy Bell UH-1 Iroquois.
- 23 października – Budapeszt: rozpoczął się spontaniczny wiec poparcia dla przemian zachodzących w Polsce. Wiec ten przerodził się w ogólnonarodową rewolucję.
- 25 października:
  - Berchtesgaden: Adolf Hitler został urzędowo uznany za zmarłego.
  - powstanie węgierskie: przed budynkiem parlamentu komunistyczna policja polityczna ÁVH dokonała masakry około stu demonstrantów.
- 27 października – w Luksemburgu podpisano traktat o likwidacji Protektoratu Saary.
- 28 października – Telewizja Hiszpańska rozpoczęła regularne nadawanie programu.
- 29 października:
  - kryzys sueski: realizując scenariusz tajnego brytyjsko-francusko-izraelskiego porozumienia z Sèvres, Izrael najechał Półwysep Synajski.
  - kryzys sueski: oddział izraelskiej straży granicznej (Mishmar HaGvul) dokonał masakry arabskich mieszkańców wioski Kafr Qasim, na granicy izraelsko-jordańskiej.
  - kryzys sueski: Izrael zajął półwysep Synaj.
  - Tanger powrócił do Maroka.
- 31 października:
  - kryzys sueski: francuskie i brytyjskie samoloty rozpoczęły bombardowanie egipskich celów wojskowych (operacja Muszkieter).
  - samolot transportowy amerykańskiej marynarki wojennej C-47 Skytrain po raz pierwszy wylądował na biegunie południowym.
- 1 listopada:
  - Imre Nagy ogłosił wystąpienie Węgier z Układu Warszawskiego i neutralność kraju.
  - papież Pius XII ogłosił encyklikę Laetamur Admodum, wzywającą do modlitw w intencji pokoju w Polsce, na Węgrzech i na Bliskim Wschodzie.
  - w Indiach weszła w życie reforma administracyjna, dzieląca kraj na stany i terytoria związkowe.
- 2 listopada:
  - kryzys sueski: izraelskie oddziały dotarły w pobliże Kanału Sueskiego, zatrzymując się w odległości 10 km od jego wschodniego brzegu.
  - kryzys sueski: Zgromadzenie Ogólne ONZ przyjęło rezolucję wzywającą do zawieszenia broni, wycofania wojsk i otwarcia Kanału Sueskiego dla powszechnej żeglugi.
- 4 listopada – rozpoczęła się interwencja wojsk radzieckich na Węgrzech.
- 5 listopada – papież Pius XII wydał encyklikę Datis Nuperrime, potępiającą radziecką interwencję na Węgrzech.
- 6 listopada – kryzys sueski: na skutek presji międzynarodowej zostały wstrzymane wszystkie działania wojenne w Egipcie.
- 7 listopada – kryzys sueski: Zgromadzenie Ogólne ONZ przyjęło rezolucję nr 1001 powołującą międzynarodowe siły UNEF do nadzorowania zawieszenia broni między Egiptem a Izraelem.
- 8 listopada – została odkryta kometa Arenda-Rolanda, jedna z najjaśniejszych w XX wieku.
- 10 listopada – stłumiono powstanie węgierskie.
- 11 listopada – dokonano oblotu amerykańskiego bombowca strategicznego Convair B-58 Hustler.
- 12 listopada – Sudan i Tunezja zostały członkami ONZ.
- 15 listopada – polska delegacja z Władysławem Gomułką i Józefem Cyrankiewiczem przybyła z wizytą do Moskwy.
- 16 listopada – zlikwidowano komunikację tramwajową w szkockim Edynburgu.
- 22 listopada – rozpoczęły się XVI Letnie Igrzyska Olimpijskie w Melbourne.
- 25 listopada – 82 rewolucjonistów, w tym bracia Castro i Che Guevara, wypłynęło z Meksyku na jachcie „Granma” na Kubę, gdzie 2 grudnia zostali rozgromieni przez siły rządowe.
- 26 listopada – podczas Igrzysk Olimpijskich w Melbourne Janusz Sidło zdobył srebrny medal w konkursie rzutu oszczepem.
- 27 listopada – na Igrzyskach Olimpijskich w Melbourne Elżbieta Krzesińska zdobyła jedyny złoty medal dla Polski, zwyciężając w finale konkursu skoku w dal.
- 28 listopada – premiera filmu I Bóg stworzył kobietę, który wypromował Brigitte Bardot na symbol seksu i zmysłowości.
- 29 listopada – Telewizja Armeńska nadała pierwszy program.
- 2 grudnia – na Kubę przybył jacht „Granma” z Fidelem Castro i jego oddziałem, umowny początek rewolucji kubańskiej.
- 6 grudnia – na Letnich Igrzyskach Olimpijskich w Melbourne Węgrzy wygrali z ZSRR 4:0 w przerwanym z powodu krwawej bójki między zawodnikami meczu półfinałowym turnieju piłki wodnej. Spotkanie rozegrano 4 tygodnie po stłumieniu powstania węgierskiego.
- 8 grudnia – zakończyły się XVI Letnie Igrzyska Olimpijskie w Melbourne.
- 9 grudnia – w katastrofie lotniczej w kanadyjskiej prowincji Kolumbia Brytyjska zginęły 62 osoby.
- 13 grudnia – Togo Brytyjskie zostało przyłączone do Złotego Wybrzeża (Ghana).
- 18 grudnia – Japonia została przyjęta do ONZ.
- 22 grudnia – ewakuacja oddziałów brytyjskich i francuskich z Egiptu podczas wojny sueskiej.
- 23 grudnia – Tanzan Ishibashi został premierem Japonii.
- 26 grudnia – dokonano oblotu amerykańskiego naddźwiękowego myśliwca przechwytującego Convair F-106 Delta Dart.
- 27 grudnia – w Leningradzie odbyła się premiera baletu Spartakus z muzyką Arama Chaczaturiana.
- 31 grudnia – w Rumunii rozpoczęła nadawanie Televiziunea Română.

## Urodzili się
- 1 stycznia:
  - Abd Allah Hamduk, sudański ekonomista i polityk
  - Christine Lagarde, francuska prawnik, polityk
  - Sheila McCarthy, kanadyjska aktorka
  - Ziad Rahbani, libański piosenkarz, pianista, kompozytor (zm. 2025)
  - Kōji Yakusho, japoński aktor
- 2 stycznia:
  - Czesława Mentlewicz, polska lekkoatletka, biegaczka długodystansowa (zm. 2018)
  - Marek Różycki jr., polski dziennikarz
  - Agata Rzeszewska, polska aktorka
  - Josyp Winski, ukraiński polityk
- 3 stycznia:
  - Mel Gibson, australijsko-amerykański aktor, reżyser i producent filmowy
  - Jiří Maštálka, czeski lekarz, polityk, eurodeputowany
  - Martin Munyanyi, zimbabwejski duchowny katolicki, biskup Gweru (zm. 2022)
- 4 stycznia:
  - Teresa Dera, polska działaczka samorządowa, wójt gminy Dobra
  - Zehawa Galon, izraelska polityk
  - Artur Daniel Liskowacki, polski pisarz
  - Bernard Sumner, brytyjski muzyk, członek zespołów: Joy Division i New Order
- 5 stycznia:
  - Krzysztof Dowhań, polski piłkarz, bramkarz, trener
  - Krzysztof Kuliński, polski aktor
  - Peter Leitner, niemiecki skoczek narciarski
  - Guillermo Ragazzone, salwadorski piłkarz
  - Wolfgang Sobotka, austriacki polityk, przewodniczący Rady Narodowej
  - Frank-Walter Steinmeier, niemiecki polityk, minister spraw zagranicznych, prezydent Niemiec
- 6 stycznia:
  - Ivan Bizjak, słoweński matematyk i polityk (zm. 2023)
  - Byeon Gyeong-ja, południowokoreańska siatkarka
  - Tscheu La Ling, holenderski piłkarz pochodzenia chińskiego
  - Dżantörö Satybałdijew, kirgiski polityk, premier Kirgistanu
  - Justin Welby, brytyjski duchowny anglikański, arcybiskup Canterbury, prymas całej Anglii, lord duchowny w Izbie Lordów, zwierzchnik światowej Wspólnoty Anglikańskiej
  - Jan Zabielski, polski geodeta, samorządowiec, polityk, wicewojewoda podlaski
  - Loreta Zakarevičienė, litewska fizyk, polityk, dyplomata (zm. 2022)
- 7 stycznia:
  - Rosalyn Bryant, amerykańska lekkoatletka, sprinterka
  - David Caruso, amerykański aktor pochodzenia włosko-irlandzkiego
  - Tamás Fellegi, węgierski przedsiębiorca, politolog, polityk
  - Uwe Ochsenknecht, niemiecki aktor, muzyk, piosenkarz
  - Rafi Perec, izraelski rabin, generał, polityk
  - Václav Vydra, czeski aktor
- 8 stycznia:
  - Milorad Krivokapić, jugosłowiański piłkarz wodny
  - Jack Womack, amerykański pisarz science fiction
- 9 stycznia:
  - Kimberly Beck, amerykańska aktorka
  - Paweł (Fokin), rosyjski biskup prawosławny
  - Alina Kisiel, polska siatkarka
  - Lucyna Langer-Kałek, polska lekkoatletka, płotkarka
  - Waltraud Meier, niemiecka śpiewaczka operowa (mezzosopran)
  - Wiesław Pływaczewski, polski prawnik
  - Jacek Rodek, polski wydawca
  - Imelda Staunton, brytyjska aktorka
- 10 stycznia:
  - Amalia Kapłoniak, polska alpinistka
  - Antonio Muñoz Molina, hiszpański pisarz
  - Jan Sienkiewicz, polski filolog, działacz polonijny na Litwie
  - Kent Washington, amerykański koszykarz
- 11 stycznia:
  - Małgorzata Dąbrowska, polska historyk, mediewista, bizantynolog
  - Phyllis Logan, brytyjska aktorka
  - Jan Pilch, polski perkusista, pedagog muzyczny (zm. 2022)
  - Zbigniew Torzecki, polski kajakarz
- 12 stycznia:
  - Nikołaj Noskow, rosyjski muzyk, wokalista, kompozytor
  - Włodzimierz Olszewski, polski hokeista, bramkarz
  - Zygmunt Szymański, polski polityk, poseł na Sejm RP
- 13 stycznia:
  - Taye Atske Selassie, etiopski dyplomata i polityk, prezydent Etiopii
  - Andrzej Karasiński, polski samorządowiec
  - Władysław Klamerus, polski rzeźbiarz, malarz, scenograf (zm. 1992)
  - Tatjana Rodionowa, rosyjska lekkoatletka, skoczkini w dal
- 14 stycznia:
  - Étienne Daho, francuski piosenkarz, autor tekstów, producent muzyczny
  - Rosina Lippi-Green, amerykańska pisarka, językoznawczyni
  - Andrej Wardamacki, białoruski socjolog
  - Waldemar Wróblewski, polski kompozytor i aranżer (zm. 2005)
- 15 stycznia:
  - João Carlos, brazylijski trener piłkarski
  - Remigiusz Marchlewicz, polski piłkarz, trener
  - Kumari Mayawati, indyjska polityk
  - Wiera Zozula, łotewska saneczkarka
- 16 stycznia:
  - Jacek Bartyzel, polski publicysta, działacz społeczny, wykładowca akademicki
  - Włodzimierz Dulemba, polski poeta, prozaik, autor tekstów piosenek
  - George Dunlop, północnoirlandzki piłkarz, bramkarz
  - Gerald Henderson, amerykański koszykarz
  - Ryszard Janikowski, polski kaskader
  - Martin Jol, holenderski piłkarz, trener
  - Muhammad Ali Raszwan, egipski judoka
  - Sad ad-Din al-Usmani, marokański polityk, premier Maroka
- 17 stycznia:
  - Faouzi Mansouri, algierski piłkarz (zm. 2022)
  - Mitch Vogel, amerykański aktor
  - Paul Young, brytyjski wokalista soulowo-popowy
- 18 stycznia:
  - Tom Bailey(inne języki), brytyjski wokalista muzyk, kompozytor, członek zespołu Thompson Twins
  - Paul Littlewood, angielski szachista
  - Janusz Panasewicz, polski wokalista, członek zespołu Lady Pank
  - Christoph Prégardien, niemiecki śpiewak operowy
  - Jack Sherman, amerykański gitarzysta rockowy (zm. 2020)
- 19 stycznia:
  - Jacek Puchała, polski chirurg (zm. 2011)
  - Waldemar Skrzypczak, polski generał broni (zm. 2025)
  - Susan Solomon, amerykańska meteorolog, chemik atmosfery
  - Sławomir Sztobryn, polski pedagog, profesor UŁ, historyk doktryn i myśli pedagogicznej
- 20 stycznia:
  - Bill Maher, amerykański komik
  - John Naber, amerykański pływak
  - Rodolfo Rodríguez, urugwajski piłkarz, bramkarz
  - Franz Tost, austriacki kierowca wyścigowy, dyrektor sportowy zespołu F1 Scuderia Toro Rosso
- 21 stycznia:
  - Robby Benson, amerykański aktor, reżyser, piosenkarz pochodzenia żydowskiego
  - Luigina Bissoli, włoska kolarka szosowa i torowa
  - Geena Davis, amerykańska aktorka
  - Adeline Hazan, francuska prawniczka, eurodeputowana
  - Hubert Pawłowski, polski strzelec sportowy
- 22 stycznia:
  - Herbert Wincenty Czaja, rolnik, polityk i samorządowiec
  - Barbara Kudrycka, polska prawnik, polityk, minister nauki i szkolnictwa wyższego
  - John Wesley Shipp, amerykański aktor
- 23 stycznia:
  - Juan Vicente Herrera, hiszpański polityk, prezydent Kastylii i Leónu
  - Adolfo Zon Pereira, hiszpański duchowny katolicki, biskup Alto Solimões
- 24 stycznia:
  - Denise Burton, brytyjska kolarka szosowa i torowa
  - Jan Dyduch, polski karateka, działacz sportowy
  - Agus Martowardojo, indonezyjski ekonomista, polityk
  - Hans Smits, holenderski piłkarz wodny
  - Swietłana Wasilenko, rosyjska pisarka
- 25 stycznia:
  - Johnny Cecotto, wenezuelski motocyklista i kierowca wyścigowy pochodzenia włoskiego
  - Piergiuseppe Perazzini, włoski kierowca wyścigowy
- 26 stycznia:
  - Andrzej Jan Brzeziński, polski samorządowiec, burmistrz Janikowa
  - Antanas Nesteckis, litewski polityk
  - János Süli, węgierski inżynier, menedżer, samorządowiec, polityk
  - Guido Tabellini, włoski ekonomista, nauczyciel akademicki
- 27 stycznia:
  - Angela Aames, amerykańska aktorka i modelka (zm. 1988)
  - Henryk Miłoszewicz, polski piłkarz (zm. 2003)
  - Sean O’Keefe, amerykański urzędnik, administrator NASA
  - Mimi Rogers, amerykańska aktorka, producentka filmowa
- 28 stycznia:
  - Lou Barletta, amerykański polityk, kongresman
  - Jacek Samojłowicz, polski producent i scenarzysta filmowy
  - Peter Schilling, niemiecki piosenkarz, autor tekstów piosenek
- 29 stycznia:
  - Jan Jakub Kolski, polski reżyser, scenarzysta, operator i producent filmowy
  - Marek Langner, polski inżynier
  - Amii Stewart, amerykańska piosenkarka
  - Éric Woerth, francuski polityk
- 30 stycznia:
  - Ann Dowd, amerykańska aktorka
  - Jeremy Gittins, brytyjski aktor
  - Rick Robey, amerykański koszykarz
  - Darko Rundek, chorwacki piosenkarz, muzyk, autor tekstów, aktor
  - Henryk Siedlaczek, polski nauczyciel, samorządowiec, polityk, poseł na Sejm RP
  - Keiichi Tsuchiya, japoński kierowca wyścigowy
- 31 stycznia:
  - John Lydon, brytyjski wokalista, członek zespołu Sex Pistols
  - Stefan Majewski, polski piłkarz, trener
  - Małgorzata Zajączkowska, polska aktorka
- 1 lutego – Exene Cervenka, amerykańska wokalistka, aktorka
- 2 lutego:
  - Jamal Ali, iracki piłkarz
  - Jean-François Lamour, francuski szablista
  - Adnan Oktar, turecki pisarz
  - Ștefan Rusu, rumuński zapaśnik
- 3 lutego:
  - Ernie Brandts, holenderski piłkarz, trener
  - Hernán Darío Gómez, kolumbijski piłkarz, trener
  - Nathan Lane, amerykański aktor
  - Lee Ranaldo, amerykański gitarzysta, wokalista, członek zespołu Sonic Youth
  - Marcin Zimoch, polski dziennikarz
- 4 lutego – Guo Yuehua, chiński tenisista stołowy
- 5 lutego:
  - Vinnie Colaiuta, amerykański perkusista
  - Romuald Kłos, polski aktor
  - Bruce Marchiano, amerykański aktor
  - Zbigniew Seweryn, polski malarz, ilustrator
  - Krzysztof Tyniec, polski aktor, konferansjer, tancerz
- 6 lutego: 
  - Natalja Liniczuk, rosyjska łyżwiarka
  - Ewa Malinowska-Grupińska, polska tłumaczka
- 7 lutego:
  - Zinaida Greceanîi, mołdawska ekonomistka, polityk, premier Mołdawii
  - Krzysztof Mandziara, polski gitarzysta rockowy i bluesrockowy
  - John Posey, amerykański aktor, scenarzysta
  - Antonio Carlos Vieira, brazylijski piłkarz, trener
- 8 lutego:
  - Marques Johnson, amerykański koszykarz
  - Nadieżda Kibardina, rosyjska kolarka torowa i szosowa
  - Steve Kindler, amerykański skrzypek, kompozytor
  - Aston Moore, brytyjski lekkoatleta, trójskoczek pochodzenia jamajskiego
- 9 lutego:
  - Phil Ford, amerykański koszykarz, trener
  - Henryk Horwat, polski hokeista na trawie
  - Stanisław Nikołajenko, ukraiński politolog, polityk
  - Jānis Vucāns, łotewski matematyk, fizyk, wykładowca akademicki, polityk
- 10 lutego:
  - Maroun Ammar, libański duchowny maronicki, biskup Sydonu
  - Iwan Ginow, bułgarski zapaśnik
  - Alicja Olechowska, polska polityk, poseł na Sejm RP
  - Enele Sopoaga, tuvalski dyplomata, polityk, premier Tuvalu
- 11 lutego:
  - Stanisław Głowacki, polski polityk, poseł na Sejm RP
  - Lesław Podkański, polski polityk, poseł na Sejm i senator RP, minister współpracy gospodarczej z zagranicą
  - Mario Trejo, meksykański piłkarz, trener
- 12 lutego:
  - Baek Myeong-seon, południowokoreańska siatkarka
  - Krystyna Bogdańska, polska koszykarka
  - Zdzisław Denysiuk, polski związkowiec, samorządowiec, polityk, poseł na Sejm RP
  - Joe Dever, brytyjski projektant gier komputerowych, pisarz fantasy (zm. 2016)
  - Arsenio Hall, amerykański aktor, komik
  - Jarosław Kopaczewski, polski aktor, kompozytor
  - Brian Robertson, szkocki gitarzysta, kompozytor, członek zespołów: Thin Lizzy, Motörhead i Wild Horses(inne języki)
  - Velimir Zajec, chorwacki piłkarz, trener
- 13 lutego:
  - Mauricio Alfaro, salwadorski piłkarz
  - Liam Brady, irlandzki piłkarz, trener
  - Tomaž Čižman, słoweński narciarz alpejski
  - Richard Eden, kanadyjski aktor, scenarzysta i producent filmowy
  - Peter Hook, brytyjski basista, członek zespołów: Joy Division, New Order, Monaco i Revenge
  - Janis Kuros, grecki ultramaratończyk
  - Witold Modzelewski, polski prawnik, doradca podatkowy
  - Jay Nixon, amerykański polityk
  - Siłwija Petrunowa, bułgarska siatkarka
  - Piotr Woźniak, polski geolog i polityk, minister gospodarki
- 14 lutego:
  - Krzysztof Adamczyk, polski piłkarz, trener
  - Dzintars Jaundžeikars, łotewski rolnik, przedsiębiorca i polityk (zm. 2022)
  - Reinhold Hintermaier, austriacki piłkarz
  - David Johnston, australijski polityk
  - Tichon (Niedosiekin), rosyjski biskup prawosławny
- 15 lutego:
  - Urszula Gierszon, polska poetka, pisarka, malarka, rzeźbiarka
  - Gregory Kelly, amerykański duchowny katolicki, biskup pomocniczy Dallas
- 16 lutego:
  - Carlos Aragonés, boliwijski piłkarz, trener
  - Antonín Basler, czeski duchowny katolicki, biskup pomocniczy Ołomuńca
  - James Ingram, amerykański wokalista, autor tekstów, producent muzyczny i multiinstrumentalista (zm. 2019)
  - Krzysztof Popiołek, polski polityk, poseł na Sejm RP
  - Bodo Ramelow, niemiecki polityk, premier Turyngii
  - Zbigniew Tłuczyński, polski piłkarz ręczny, trener
- 17 lutego – Norberto do Amaral, wschodniotimorski duchowny katolicki, biskup Maliany
- 18 lutego:
  - Rüdiger Abramczik, niemiecki piłkarz, trener
  - Bidzina Iwaniszwili, gruziński miliarder, polityk, premier Gruzji
  - João Lavrador, portugalski duchowny katolicki, biskup koadiutor Angry
  - Sten Nordin, szwedzki samorządowiec, polityk, burmistrz Sztokholmu
  - Alfonso Ratliff, amerykański bokser
- 19 lutego:
  - Jolanta Banak, polska aktorka
  - Kathleen Beller, amerykańska aktorka
  - Russ Howard, kanadyjki curler
  - Roderick MacKinnon, amerykański biolog, laureat Nagrody Nobla
- 20 lutego:
  - Marzenna Drab, polska polityk, podsekretarz stanu w MEN
  - Urszula Jaros, polska lekkoatletka, sprinterka i skoczkini w dal
  - Jeorjos Pozidis, grecki zapaśnik (zm. 2020)
  - Marek Przeździecki, polski architekt
  - Bruno Tshibala, kongijski polityk, premier Demokratycznej Republiki Konga
- 21 lutego:
  - Dominique Baeyens, belgijski siatkarz, trener
  - Charles Boustany, amerykański polityk
  - Jan Gancarski, polski archeolog, muzealnik
  - Mart Järvik, estoński rolnik, samorządowiec, polityk, minister rolnictwa
  - Illa Jemeć, ukraiński kardiochirurg, polityk, minister zdrowia
  - Sally Jewell, amerykańska polityk
  - Ryszard Łukasik, polski piłkarz, trener
  - Jean-Marc Monnerville, martynikański piosenkarz
  - Mariusz Pędziałek, polski oboista
  - Ołeksandr Słobodian, ukraiński przedsiębiorca, działacz sportowy, polityk
  - Mieczysław Szymajda, polski trener sportowy i nauczyciel wychowania fizycznego,
  - Jarmo Tolvanen, fiński hokeista, trener
- 22 lutego:
  - Moti Jogew, izraelski pułkownik, politolog, polityk
  - Valdemaras Novickis, litewski piłkarz ręczny (zm. 2022)
  - Gijs de Vries, holenderski prawnik, polityk, eurodeputowany
- 23 lutego:
  - Michael Angelo Batio, amerykański gitarzysta, członek zespołu Nitro(inne języki)
  - Józef Kupny, polski duchowny katolicki, biskup pomocniczy katowicki, arcybiskup metropolita wrocławski
  - Guy Maddin, kanadyjski reżyser, scenarzysta i operator filmowy
  - Mirka Szychowiak, polska poetka
  - Pierre-Célestin Tshitoko, kongijski duchowny katolicki, biskup Luebo
- 24 lutego:
  - Judith Butler, amerykańska feministka, filozof
  - Angelo Giurdanella, włoski duchowny katolicki
  - Eddie Murray, amerykański baseballista
  - Sanda Toma, rumuńska wioślarka
- 25 lutego:
  - Zbigniew Mikielewicz, polski rzeźbiarz
  - Józef Naumowicz, polski duchowny katolicki, historyk literatury wczesnochrześcijańskiej, patrolog, bizantynolog
  - Zdzisław Wolski, polski lekarz, polityk, poseł na Sejm RP
- 26 lutego:
  - María Cervera, peruwiańska siatkarka
  - Michel Houellebecq, francuski prozaik, poeta, eseista, autor tekstów piosenek
  - Mychajło Kowal, ukraiński generał, polityk
  - Maciej Zalewski, polski polityk, filolog, poseł na Sejm RP
- 27 lutego:
  - Jean-Paul Garraud, francuski polityk
  - Gabriela Górzyńska, polska lekkoatletka, biegaczka długodystansowa
  - Józef Rzepka, polski samorządowiec, burmistrz Brzozowa
  - Anne Veski, estońska piosenkarka
  - Roman Zaborowski, polski nauczyciel, samorządowiec, polityk, senator RP
- 28 lutego:
  - Adrian Dantley, amerykański koszykarz
  - Terry Leahy, brytyjski przedsiębiorca
  - Tommy Remengesau, polityk, prezydent Palau
  - Lech Tkaczyk, polski pisarz
- 1 marca:
  - Tim Daly, amerykański aktor, reżyser i producent filmowy pochodzenia irlandzkiego
  - Dalia Grybauskaitė, litewska ekonomistka, dyplomatka, polityk, prezydent Litwy
  - Román Rodríguez Rodríguez, hiszpański polityk, prezydent Wysp Kanaryjskich
  - Mark Todd, nowozelandzki jeździec sportowy
- 2 marca:
  - Mark Evans, australijski basista, członek zespołu AC/DC
  - Eduardo Rodríguez Veltzé, boliwijski prawnik, polityk, prezydent Boliwii
- 3 marca:
  - Tomasz Bajerski, polski pianista, kompozytor
  - Zbigniew Boniek, polski piłkarz, trener i działacz piłkarski, prezes PZPN
  - Michał Kulenty, polski kompozytor, multiinstrumentalista, pedagog (zm. 2017)
- 4 marca:
  - Geneviève Darrieussecq, francuska polityczka, lekarka i działaczka samorządowa
  - Kermit Driscoll, amerykański muzyk jazzowy
  - Dragutin Lesar, chorwacki związkowiec, polityk
  - Krzysztof Silicki, polski inżynier, polityk, podsekretarz stanu w Ministerstwie Cyfryzacji
  - Bogdan Żurek, polski działacz związkowy, poseł na Sejm III kadencji (zm. 1999)
- 5 marca:
  - Adriana Barraza, meksykańska aktorka i reżyserka
  - Sylvie Hubac, francuska polityk
  - Kazimierz Jaworski, polski polityk, rolnik, senator RP
- 6 marca:
  - Stig Fredriksson, szwedzki piłkarz
  - Piotr Hofmański, polski prawnik
  - László Trócsányi, węgierski prawnik, polityk
- 7 marca – Bryan Cranston, amerykański aktor, reżyser i scenarzysta filmowy
- 8 marca:
  - Szymon Giżyński, polski polityk
  - Basil Bhuriya, indyjski biskup katolicki (zm. 2021)
- 9 marca – György Nébald, węgierski szablista
- 10 marca:
  - Robert Bourgon, kanadyjski duchowny katolicki, biskup Hearst
  - Mitchell Lichtenstein, amerykański aktor, reżyser i scenarzysta filmowy
  - Robert Llewellyn, brytyjski aktor, komik, pisarz, prezenter telewizyjny
  - Larry Myricks, amerykański lekkoatleta, skoczek w dal
  - Henry Smith, szkocki piłkarz, bramkarz
- 11 marca:
  - Willie Banks, amerykański lekkoatleta, trójskoczek
  - Curtis Brown, amerykański pilot wojskowy, astronauta
  - Liane Buhr, niemiecka wioślarka, sterniczka
  - Mariusz Dzierżawski, polski przedsiębiorca, polityk, samorządowiec, polityk, działacz społeczny
  - Grzegorz Grzegorek, polski dziennikarz, wydawca, samorządowiec
  - D.J. MacHale, amerykański pisarz, reżyser i producent filmowy
  - Gregorio Manzano, hiszpański trener piłkarski
  - Rob Paulsen, amerykański aktor głosowy, piosenkarz
  - Fiorenzo Stolfi, sanmaryński polityk
- 12 marca:
  - Ove Aunli, norweski biegacz narciarski
  - Stanisław Bobak, polski skoczek narciarski (zm. 2010)
  - Katarzyna Boruń-Jagodzińska, polska poetka, publicystka, tłumaczka
  - Annemieke Bouma, holenderska lekkoatletka, skoczkini wzwyż
  - Leszek Czarnobaj, polski polityk, senator RP, wicemarszałek województwa pomorskiego
  - Steve Harris, brytyjski basista, członek zespołu Iron Maiden
  - László Kiss, węgierski piłkarz, trener
  - Fritz Koch, austriacki skoczek narciarski
  - Dale Murphy, amerykański baseballista
  - Anna Śliwińska, polska farmaceutka, działaczka społeczna, polityk, poseł na Sejm RP (zm. 2015)
  - Pim Verbeek, holenderski piłkarz, trener (zm. 2019)
- 13 marca:
  - Dana Delany, amerykańska aktorka
  - Ewa Ewart, polska dziennikarka, autorka filmów dokumentalnych
  - Marek Góra, polski ekonomista
  - Iwona Michałek, polska nauczycielka, polityk, poseł na Sejm RP
  - José Porunnedom, indyjski duchowny syromalabarski, biskup Mananthavady
- 14 marca:
  - Sławomir Kaczorowski, polski kompozytor
  - Jan Kisieliński, polski polityk, poseł na Sejm RP
  - Aleksiej Pażytnow, rosyjski programista
  - Tessa Sanderson, brytyjska lekkoatletka, oszczepniczka
- 15 marca:
  - Zoltán Verrasztó, węgierski pływak
  - Grażyna Małgorzata Vetulani, polska filolożka, językoznawczyni
  - Gilberto Yearwood, honduraski piłkarz, trener
- 16 marca:
  - Duncan Hall, australijski rugbysta, trener
  - Józef Lisowski, polski trener lekkoatletyki
  - Eveline Widmer-Schlumpf, szwajcarska prawnik, polityk, prezydent Szwajcarii
- 17 marca:
  - Marina Arcangeli, włoska piosenkarka
  - Wiesław Drabik, polski autor literatury dziecięcej, ilustrator
  - Patti Hansen, amerykańska modelka pochodzenia norweskiego
  - Elżbieta Królikowska-Kińska, polska nauczycielka, polityk, posłanka na Sejm RP
  - Paul van der Sterren, holenderski szachista
  - Zbigniew Wawer, polski historyk (zm. 2022)
- 18 marca:
  - Józef Guzdek, polski duchowny katolicki, arcybiskup metropolita białostocki
  - Ingemar Stenmark, szwedzki narciarz alpejski
  - Roger Wehrli, szwajcarski piłkarz, trener
  - Edward Żentara, polski aktor, reżyser (zm. 2011)
- 19 marca:
  - Maria de Lurdes Rodrigues, portugalska socjolog, polityk
  - Chris O’Neil, australijska tenisistka
- 20 marca:
  - Catherine Ashton, brytyjska polityk
  - Stanisław Janke, polski poeta, prozaik, tłumacz, krytyk literacki, publicysta, twórca literatury kaszubskiej
  - Grzegorz Łukomski, polski historyk
  - Sandra Neilson, amerykańska pływaczka
  - Phil Walker, amerykański koszykarz
- 21 marca:
  - Joseph Bambera, amerykański duchowny katolicki, biskup Scranton
  - Pál Csáky, słowacki polityk narodowości węgierskiej
  - Ingrid Kristiansen, norweska lekkoatletka, biegaczka długodystansowa
  - Joanna Ładyńska, polska aktorka (zm. 2008)
- 22 marca:
  - Ǵore Jowanowski, północnomacedoński piłkarz, trener
  - Maria Teresa Mestre, Kubanka, wielka księżna Luksemburga
- 23 marca:
  - José Barroso, portugalski polityk, premier Portugalii i przewodniczący Komisji Europejskiej
  - Herbert Knaup, niemiecki aktor
  - Robert McLachlan, kanadyjski operator filmowy
  - Steven Saylor, amerykański pisarz
  - Tomasz Szczepuła, polski przedsiębiorca, polityk, poseł na Sejm RP
  - Graham Watson, brytyjski polityk
- 24 marca:
  - Steve Ballmer, amerykański informatyk, przedsiębiorca
  - Włodzimierz Ciołek, polski piłkarz
  - Janusz Kudłacik, polski polityk i samorządowiec
  - Sonia Lannaman, brytyjska lekkoatletka, sprinterka
  - Peter Shumlin, amerykański polityk
  - Tamás Sulyok, węgierski prawnik, polityk, prezydent Węgier
  - Barbara Tuge-Erecińska, polska urzędniczka państwowa, dyplomata
  - Wiesław Weiss, polski dziennikarz muzyczny
- 25 marca:
  - Aleksandr Koczijew, rosyjski szachista
  - Wsiewołod Konach, polski teolog prawosławny
  - Jerzy Materna, polski polityk, poseł na Sejm RP
  - Jefim Szyfrin, rosyjski aktor
  - Wojciech Ziemniak, polski polityk, poseł na Sejm RP
- 26 marca:
  - Terry LaValley, amerykański duchowny katolicki, biskup Ogdensburga
  - Jerzy Morka, polski filolog, tłumacz, autor, edytor
  - Tomasz Tomaszewski, polski aktor, model, prezenter telewizyjny i komentator tenisa.
- 27 marca:
  - Grzegorz Chodkiewicz, polski trener koszykówki
  - Markéta Fialková, czeska dysydentka, dyplomata (zm. 2011)
  - Wacław Holewiński, polski pisarz, prawnik, wydawca, redaktor, działacz opozycji antykomunistycznej
  - Jiří Škoda, czeski kolarz szosowy
  - Thomas Wassberg, szwedzki biegacz narciarski
- 28 marca:
  - Amanda Aizpuriete, łotewska poetka (zm. 2023)
  - April Margera, amerykańska osobowość telewizyjna
  - Zizi Possi, brazylijska piosenkarka pochodzenia włoskiego
  - Evelin Schlaak, niemiecka lekkoatletka, dyskobolka
  - Leszek Zieliński, polski polityk, poseł na Sejm II i IV kadencji
- 29 marca:
  - Ferenc Csongrádi, węgierski piłkarz, trener
  - Alojzy Nowak, polski ekonomista
  - Iwona Sielicka, polska siatkarka
- 30 marca:
  - Jan Antonowicz, polski polityk, rolnik, senator RP
  - Stanisław Barej, polski zapaśnik
  - Philippe Boyer, francuski kolarz torowy
  - Ireneusz Mulak, polski koszykarz
  - Juanito Oiarzabal, hiszpański himalaista
- 31 marca:
  - József Andrusch, węgierski piłkarz, bramkarz
  - Víctor Púa, urugwajski piłkarz, trener
- 1 kwietnia:
  - Lech Jankowski, polski kompozytor, malarz
  - Dimas Lara Barbosa, brazylijski duchowny katolicki, arcybiskup Campo Grande
  - Wołodymyr Ohryzko, ukraiński dyplomata, polityk
- 2 kwietnia:
  - Marc Caro, francuski reżyser i scenarzysta filmowy
  - José Francisco Rezende Dias, brazylijski duchowny katolicki, arcybiskup Niterói
  - Shigemitsu Sudō, japoński piłkarz
- 3 kwietnia:
  - Miguel Bosé, hiszpański piosenkarz, kompozytor, aktor, reżyser
  - Maciej Drygas, polski reżyser filmowy
  - Jordan Mitkow, bułgarski sztangista
  - Eduardo Zaplana, hiszpański prawnik, samorządowiec, polityk
- 4 kwietnia:
  - Carlos Roberto Gallo, brazylijski piłkarz, bramkarz
  - David E. Kelley, amerykański scenarzysta i producent telewizyjny
  - Andrew A. Michta, amerykański politolog polskiego pochodzenia
- 5 kwietnia:
  - Anthony Horowitz, brytyjski pisarz, scenarzysta filmowy pochodzenia żydowskiego
  - Diamond Dallas Page, amerykański wrestler
  - Reid Ribble, amerykański polityk
  - T.V. Smith, brytyjski wokalista, gitarzysta i kompozytor punkrockowy
- 6 kwietnia:
  - Michele Bachmann, amerykańska polityk
  - Andrzej Brykalski, polski inżynier
  - Wojciech Fiedorczuk, polski koszykarz, trener
  - Ołeh Rodin, ukraiński piłkarz, trener pochodzenia rosyjskiego
  - Włodzimierz Stanisławski, polski hokeista na trawie
- 7 kwietnia:
  - Josiane Bost, francuska kolarka szosowa i torowa
  - Antonio Giuseppe Caiazzo, włoski duchowny katolicki, arcybiskup Matery-Irsiny
  - Zbigniew Danek, polski filolog klasyczny
- 8 kwietnia:
  - Michael J. Benton, brytyjski paleontolog
  - Wojciech Groborz, polski muzyk jazzowy
  - Nikas Safronow, rosyjski malarz
  - Justin Sullivan, brytyjski wokalista, gitarzysta, autor tekstów, lider zespołu New Model Army
- 9 kwietnia:
  - Andrés Aldama, kubański bokser
  - Márton Esterházy, węgierski piłkarz
  - Bogusław Warchulski, polski przedsiębiorca, samorządowiec, członek zarządu województwa lubelskiego
- 10 kwietnia:
  - Jolanta Baziak, polska poetka, eseistka, krytyk literacki, plastyczka, animatorka kultury
  - Taina Impiö, fińska biegaczka narciarska
  - Witold Krassowski, polski fotograf
  - Anna Skrzek, polska profesor nauk o kulturze fizycznej
  - Masafumi Yokoyama, japoński piłkarz
- 11 kwietnia:
  - Krzysztof Jajuga, polski ekonomista
  - Liliana Komorowska, polska aktorka
- 12 kwietnia:
  - Andy García, amerykański aktor, producent i reżyser filmowy pochodzenia kubańskiego
  - Chuy García, amerykański polityk, kongresman
  - Herbert Grönemeyer, niemiecki aktor, piosenkarz
  - Walter Salles, brazylijski reżyser i scenarzysta filmowy
- 13 kwietnia:
  - Hanna Anczykowska, polska gimnastyczka
  - Zofia Czerepińska, polska lekkoatletka, biegaczka średniodystansowa
  - Satish Kaushik, indyjski aktor, reżyser filmowy (zm. 2023)
  - Marek Szczepański, polski socjolog (zm. 2023)
- 14 kwietnia:
  - Rune Belsvik, norweski autor literatury dziecięcej i młodzieżowej
  - Barbara Bonney, amerykańska śpiewaczka operowa (sopran)
- 15 kwietnia:
  - Michael Cooper, amerykański koszykarz
  - Manuel Linda, portugalski duchowny katolicki, biskup Porto
  - Gert Jan Timmerman, holenderski szachista
- 16 kwietnia:
  - Catherine Colonna, francuska polityk
  - Urszula Heldt, polska lekkoatletka, biegaczka średniodystansowa
  - Wojciech Sikora, polski działacz opozycji demokratycznej w PRL-u. Od 2010 kierownik Instytutu Literackiego w Maisons-Laffitte pod Paryżem (zm. 2022)
- 17 kwietnia:
  - George Dodo, nigeryjski duchowny katolicki, biskup Zaria (zm. 2022)
  - Wojciech Jankowiak, polski polityk, samorządowiec, wicemarszałek województwa wielkopolskiego
  - Jan Ozga, polski duchowny katolicki, misjonarz, biskup diecezji Doumé-Abong’ Mbang w Kamerunie
  - Krzysztof Pulkowski, polski aktor, reżyser, scenarzysta i producent filmowy
- 18 kwietnia:
  - Roberto Calderoli, włoski lekarz, polityk
  - Edward Tamba Charles, sierraleoński duchowny katolicki, arcybiskup Freetown
  - John James, amerykański aktor
  - Arvydas Juozaitis, litewski filozof, pisarz, polityk, dyplomata
  - Marek Nawara, polski polityk, samorządowiec, marszałek województwa małopolskiego (zm. 2011)
  - Eric Roberts, amerykański aktor
- 19 kwietnia:
  - Sue Barker, brytyjska tenisistka, komentatorka telewizyjna
  - Paul Day, brytyjski wokalista, muzyk, członek zespołów: Iron Maiden, More, The Sweet i Wildfire (zm. 2025)
  - Juhani Himanka, fiński piłkarz, trener
  - Hans Hoogervorst, holenderski ekonomista, polityk
  - Małgorzata Sekuła-Szmajdzińska, polska prawnik, polityk, poseł na Sejm RP
  - Wolen Siderow, bułgarski dziennikarz, polityk
- 20 kwietnia:
  - Beatrice Ask, szwedzka polityk
  - Peter Chelsom(inne języki), brytyjski aktor, reżyser filmowy
  - Mariola Platte, polska pisarka, poetka, eseistka, felietonistka, autorka tekstów piosenek (zm. 2015)
  - Joachim Walder, indyjski duchowny katolicki
  - Andrzej Wiśniewski, polski polityk, samorządowiec, prezydent Grudziądza
- 21 kwietnia:
  - Peter Kosminsky, brytyjski reżyser i producent filmowy pochodzenia polsko-żydowskiego
  - Andrzej Mietkowski, polski dziennikarz, publicysta, tłumacz
  - Mark Olberding, amerykański koszykarz
- 22 kwietnia:
  - Lesław Czapliński, polski eseista, felietonista, historyk idei, krytyk muzyczny, filmowy i teatralny, tłumacz
  - Janusz Iwański, polski gitarzysta, członek zespołu Maanam
  - Jukka-Pekka Saraste, fiński dyrygent i skrzypek
  - Bruce A. Young, amerykański aktor i scenarzysta
  - Teresa Żurowska, polska piłkarka ręczna
- 23 kwietnia:
  - Alberto Carpani, włoski piosenkarz nurtu italo disco i eurodance (zm. 2020)
  - Greg Joy, kanadyjski lekkoatleta, skoczek wzwyż
  - Charnwit Polcheewin, tajski piłkarz, trener
  - Caroline Thompson, amerykańska reżyserka i scenarzystka filmowa
  - Mariusz Tomaszewski, polski lekkoatleta
- 24 kwietnia:
  - Jiří Janeček, czeski dziennikarz
  - Hisashi Katō, japoński piłkarz
  - Mirko Puzović, jugosłowiański bokser
  - Jan Svensson, szwedzki piłkarz
- 25 kwietnia:
  - Dominique Blanc, francuska aktorka
  - Jolanta Daniel, polska działaczka samorządowa, prezydent Kielc
  - Miroslav Votava, niemiecki piłkarz, trener pochodzenia czeskiego
- 26 kwietnia:
  - Imanol Arias, hiszpański aktor, reżyser, scenarzysta i producent filmowy, telewizyjny i teatralny
  - Mansur Bahrami, irański tenisista
  - Ron Donachie, szkocki aktor
  - Tinks Pottinger, nowozelandzka jeźdźczyni sportowa
- 27 kwietnia:
  - Eleni, polska piosenkarka pochodzenia greckiego
  - Sławomir Hardej, polski samorządowiec, polityk, poseł na Sejm RP
  - Witold Stanisław Kozak, polski malarz, rzeźbiarz, grafik, krytyk sztuki, filozof, poeta
  - Kevin McNally, brytyjski aktor
  - Dagmar Patrasová, czeska aktorka, piosenkarka
  - Zofia Rejman-Pietrzykowska, polska historyk literatury
- 28 kwietnia:
  - Jimmy Barnes, australijski piosenkarz pochodzenia szkockiego
  - Nancy Lee Grahn, amerykańska aktorka
  - Wołodymyr Łytwyn, ukraiński polityk
- 29 kwietnia:
  - Kevin Moran, irlandzki piłkarz
  - Jerzy Mularczyk, polski aktor
  - Ernst Strasser, austriacki polityk
  - Ryszard Wieczorek, polski muzykolog
- 30 kwietnia:
  - Marty Byrnes, amerykański koszykarz
  - Bohdan Hud´, ukraiński historyk, politolog
  - Lars von Trier, duński reżyser i scenarzysta filmowy
- 1 maja:
  - Edin Bahtić, bośniacki piłkarz
  - Catherine Frot, francuska aktorka
  - Aleksandr Iwanow, amerykański szachista pochodzenia rosyjskiego
  - Parmen (Szczipielew), rosyjski biskup prawosławny
  - Zahir Tanin, afgański dziennikarz, dyplomata
- 2 maja:
  - Vasile Pușcașu, rumuński zapaśnik
  - Jerzy Zięba, polski przedsiębiorca, publicysta, propagator pseudonauki, naturopatii i medycyny niekonwencjonalnej
- 3 maja:
  - Natalja Andriejczenko, rosyjska aktorka
  - Bernd Förster, niemiecki piłkarz
  - Wilfried Haslauer junior, austriacki polityk, starosta krajowy Salzburga
  - Patrick Phiri, zambijski piłkarz, trener
  - Carlo Rovelli, włoski fizyk teoretyk i filozof
  - Akio Toyoda, japoński kierowca rajdowy, przedsiębiorca
  - Maria Trebunia, polska biegaczka narciarska
- 4 maja:
  - Steve Barron, irlandzki reżyser, scenarzysta i producent filmowy
  - David Guterson, amerykański pisarz
  - Ulrike Meyfarth, niemiecka lekkoatletka, skoczkini wzwyż
  - Ken Oberkfell, amerykański baseballista
- 5 maja:
  - José Ramón Alexanko, hiszpański piłkarz, trener narodowości baskijskiej
  - Bogusław Andrzejczak, polski samorządowiec, wicemarszałek województwa lubuskiego
  - Lidia Błądek, polska prawnik, polityk, poseł na Sejm RP
  - Lisa Eilbacher, amerykańska aktorka
  - Steve Scott, amerykański lekkoatleta, średniodystansowiec
  - Krystian Walot, polski piłkarz
- 6 maja:
  - Shkëlqim Cani, albański ekonomista, polityk
  - Barbara Krug, niemiecka lekkoatletka, sprinterka
  - Roland Wieser, niemiecki lekkoatleta, chodziarz
- 7 maja:
  - Jan Peter Balkenende, holenderski polityk, premier Holandii
  - Anne Dudley, brytyjska kompozytorka, aranżer, producentka muzyczna,
  - Izabella Dziarska, polska aktorka
  - Nicholas Hytner, brytyjski reżyser, producent filmowy i teatralny
  - Dariusz Wolski, polski operator filmowy
  - Stanisław Żółtek, polski przedsiębiorca, polityk, eurodeputowany
- 8 maja:
  - Arkadij Bachin, rosyjski generał, polityk
  - Stanisław Koter, polski chemik
  - Dumitru Moraru, rumuński piłkarz, bramkarz
  - Sylvestre Ntibantunganya, burundyjski polityk, tymczasowy prezydent Burundi
  - Daniela Popa, rumuńska ekonomistka, polityk
  - Richard Wilson, nowozelandzki piłkarz, bramkarz
- 9 maja – Wendy Crewson, kananadyjska aktorka
- 10 maja:
  - Marian Curyło, polski polityk, poseł na Sejm RP
  - Krzysztof Głuch, polski pianista jazzowy i bluesowy, kompozytor
  - Andriej Kryłow, rosyjski pianista
  - Paige O’Hara, amerykańska aktorka, piosenkarka
- 11 maja:
  - José Ignacio Ceniceros, hiszpański polityk, prezydent wspólnoty autonomicznej La Rioja
  - Paul Rosenmöller, holenderski związkowiec, polityk, prezenter telewizyjny
- 12 maja:
  - Ilan Gilon, izraelski polityk (zm. 2022)
  - Greg Phillinganes, amerykański klawiszowiec, producent muzyczny
  - Ernst Walch, liechtensteiński prawnik i polityk
- 13 maja:
  - Arthurzinho, brazylijski piłkarz, trener
  - Vjekoslav Bevanda, bośniacki ekonomista, polityk, premier Bośni i Hercegowiny
  - Aleksandr Kaleri, rosyjski inżynier, kosmonauta
  - Marek Kotlinowski, polski prawnik, polityk, wicemarszałek Sejmu RP, sędzia Trybunału Konstytucyjnego
  - Krzysztof Mrowcewicz, polski historyk literatury i kultury
  - Piotr Probosz, polski aktor, reżyser
  - Katalin Szili, węgierska prawnik, polityk
  - Tadeusz Wolsza, polski historyk, politolog
- 14 maja:
  - Hazel Blears, brytyjska polityk
  - Steve Hogarth, brytyjski muzyk, wokalista, członek zespołu Marillion
  - Piotr Ikonowicz, polski dziennikarz, działacz społeczny, polityk, poseł na Sejm RP
  - Erling Jepsen, duński prozaik, dramaturg
- 15 maja:
  - Adílio (właśc. Adílio de Oliveira Gonçalves), brazylijski piłkarz (zm. 2024)
  - Henryk Dykty, polski polityk, poseł na Sejm RP
  - Gino Iorgulescu, rumuński piłkarz
  - Margarita Popowa, bułgarska prawnik, prokurator, pedagog, polityk
  - Kjartan Poskitt, brytyjski autor książek dla dzieci i młodzieży, prezenter telewizyjny
  - Mirek Topolánek, czeski polityk, premier Czech
  - Manuel Vicente, angolski polityk
  - Freeman Williams, amerykański koszykarz
- 16 maja:
  - Siergiej Andriejew, rosyjski piłkarz, trener pochodzenia ukraińskiego
  - Jonas Lionginas, litewski polityk
  - Adam Pomorski, polski tłumacz
  - Ewa Skoczkowska, polska scenografka filmowa
- 17 maja:
  - Sugar Ray Leonard, amerykański bokser
  - Mieczysław Młynarski, polski koszykarz (zm. 2025)
  - António Moiteiro Ramos, portugalski duchowny katolicki, biskup Aveiro
  - Jan Monczka, polski aktor
  - Janusz Moszyński, polski samorządowiec, marszałek województwa śląskiego
  - Fernando Quirarte, meksykański piłkarz, trener
  - Bob Saget, amerykański komik i aktor (zm. 2022)
  - Barbara Szlachetka, polska lekkoatletka, maratonka (zm. 2005)
- 18 maja:
  - Philip Anyolo, kenijski duchowny katolicki, arcybiskup Kisumu
  - Catherine Corsini, francuska reżyserka i scenarzystka filmowa
  - Marcelo Alejandro Cuenca, argentyński duchowny katolicki, biskup Alto Valle del Río Negro
  - Manuela Frutos Gama, hiszpańska działaczka samorządowa, polityk
  - Jean Mbarga, kameruński duchowny katolicki, arcybiskup Jaunde
- 19 maja:
  - Jan Fiala, czeski piłkarz
  - Ryszard Michalski, polski pilot sportowy
  - Krzysztof Mieszkowski, polski krytyk teatralny, dziennikarz, dyrektor teatru, polityk, poseł na Sejm RP
  - Piotr Radziszewski, polski inżynier
- 20 maja:
  - Boris Akunin, rosyjski pisarz pochodzenia gruzińskiego
  - Ingvar Ambjørnsen, norweski pisarz (zm. 2025)
  - Gerardo Antonazzo, włoski duchowny katolicki, biskup Sora-Cassino-Aquino-Pontecorvo
  - Dean Butler, kanadyjski aktor
  - John C. Carney, amerykański polityk, gubernator stanu Delaware
  - Pål Jacobsen, norweski piłkarz
- 21 maja:
  - Roman Dębiński, polski piłkarz, trener
  - Waldemar Jakson, polski samorządowiec, burmistrz Świdnika
  - Zdzisław Kałamaga, polski samorządowiec, polityk, poseł na Sejm RP
  - Danuta Lubowska, polska gimnastyczka
- 22 maja:
  - Al Corley, amerykański aktor, reżyser, piosenkarz
  - Ramón Alfredo Dus, argentyński duchowny katolicki, arcybiskup Resistencii
  - Iwo Zaniewski, polski malarz, fotografik, reżyser, dyrektor artystyczny agencji reklamowej
- 23 maja:
  - Andrzej Dębski, polski aktor
  - Andoni Goikoetxea, baskijski piłkarz, trener
  - Ursula Plassnik, austriacka dyplomatka, polityk pochodzenia słoweńskiego
  - Teresa Świło, polska polityk i przedsiębiorca, posłanka na Sejm RP
- 24 maja:
  - Nathalie Griesbeck, francuska polityk
  - Sean Kelly, irlandzki kolarz szosowy
- 25 maja:
  - Larry Hogan, amerykański polityk, gubernator stanu Maryland
  - Konrad Szołajski, polski reżyser i scenarzysta filmowy
- 26 maja:
  - Krystyna Dmochowska, polska aktorka (zm. 2011)
  - Krzysztof Narecki, polski literaturoznawca
  - Lisa Niemi, amerykańska aktorka, scenarzystka, reżyserka i producentka filmowa
  - Krzysztof Olczak, polski akordeonista, kompozytor, pedagog
  - Andrzej Pawłowski, polski nauczyciel, polityk, poseł na Sejm RP
  - Paul Put, belgijski piłkarz, trener
  - Nenad Stojković, serbski piłkarz, trener
  - Simon Tahamata, holenderski piłkarz
- 27 maja:
  - Jim Cleary, północnoirlandzki piłkarz
  - Ryszard Krauze, polski przedsiębiorca
  - Paweł Markowski, polski muzyk, członek zespołu Maanam
  - Cathy Priestner, kanadyjska łyżwiarka szybka
  - Giuseppe Tornatore, włoski reżyser, scenarzysta i producent filmowy
- 28 maja:
  - Lesław Hostyński, polski filozof, etyk
  - Bożena Kozłowska, polska położna, polityk, poseł na Sejm RP
  - Michael Musyoki, kenijski lekkoatleta, długodystansowiec
- 29 maja:
  - Bjarni Friðriksson, islandzki judoka
  - La Toya Jackson, amerykańska piosenkarka, autorka tekstów, aktorka, modelka
  - Lidia Milka-Wieczorkiewicz, polska historyczka i dyplomatka
- 30 maja:
  - Jacek Czaputowicz, polski politolog, urzędnik państwowy, polityk, minister spraw zagranicznych
  - Ekaterini Sakielaropulu, grecka prawnik, polityk, prezydent Grecji
  - David Sassoli, włoski dziennikarz, polityk (zm. 2022)
  - Bolesław Stelmach, polski architekt
  - Allen Timpany, brytyjski przedsiębiorca, kierowca wyścigowy
- 31 maja:
  - Antonio Gómez Cantero, hiszpański duchowny katolicki, biskup koadiutor Almerii
  - Fritz Hilpert, niemiecki perkusista, członek zespołu Kraftwerk
  - Gerd Weber, niemiecki piłkarz
- 1 czerwca:
  - Patrick Besson, francuski pisarz pochodzenia rosyjsko-chorwackiego
  - Ryszard Bober, polski rolnik, samorządowiec, polityk, przewodniczący sejmiku kujawsko-pomorskiego
  - Mircea Cărtărescu, rumuński prozaik, poeta, eseista
  - Gregg Harper, amerykański polityk, kongresman
  - Lisa Hartman, amerykańska aktorka, producentka telewizyjna, piosenkarka, kompozytorka
  - Michel Kassarji, libański duchowny chaldejski, eparcha Bejrutu i zwierzchnik Kościoła chaldejskiego w Libanie
  - Saúl Lisazo, argentyński piłkarz, aktor, model
  - Robin Mattson, amerykańska aktorka
  - Gordon Monahan, kanadyjski pianista, kompozytor muzyki eksperymentalnej
  - William Skurla, amerykański duchowny katolicki rytu bizantyjskiego, arcybiskup Pittsburgha, Kościoła katolickiego obrządku bizantyjsko-rusińskiego
  - Brendan Smith, irlandzki polityk
  - Peter Tomka, słowacki prawnik, sędzia i prezes Międzynarodowego Trybunału Sprawiedliwości
  - Aleksandr Żukow, rosyjski ekonomista, polityk
- 2 czerwca:
  - Warsonofiusz (Doroszkiewicz), polski biskup prawosławny
  - Krzysztof Habura, polski samorządowiec, polityk, poseł na Sejm RP
  - Ernesto Labarthe, peruwiański piłkarz
  - Jan Lammers, holenderski kierowca wyścigowy
  - Lech Łasko, polski siatkarz, trener
  - Mark Polansky, amerykański inżynier, pilot wojskowy, astronauta
  - Mani Ratnam, indyjski pisarz, reżyser i producent filmowy
  - Jolanta Szuba, polska lekkoatletka, wieloboistka
- 3 czerwca:
  - George Burley, szkocki piłkarz, trener
  - Thomas Flach, niemiecki żeglarz sportowy
  - Amélie Morin, francuska aktorka
  - Edward Sielicki, polski kompozytor, pedagog
- 4 czerwca:
  - Martin Adams, angielski darter
  - Corina Casanova, szwajcarska polityk, kanclerz Konfederacji Szwjcarskiej
  - Keith David, amerykański aktor, piosenkarz
  - Bernd Posselt, niemiecki dziennikarz, polityk
- 5 czerwca:
  - Salvatore Cordileone, amerykański duchowny katolicki, arcybiskup San Francisco
  - Kenny G, amerykański saksofonista, klarnecista
  - Grażyna Łacheta, polska lekkoatletka, skoczkini wzwyż
  - Roger Michell, południowoafrykański reżyser i scenarzysta filmowy (zm. 2021)
  - Hiob (Pawłyszyn), ukraiński duchowny prawosławny, biskup tarnopolski i buczacki (zm. 2019)
  - José Luis Rugamas, salwadorski piłkarz, trener
- 6 czerwca:
  - Björn Borg, szwedzki tenisista
  - Piotr Czarnecki, polska polityk, poseł na Sejm RP
  - Hans-Peter Ferner, niemiecki lekkoatleta, średniodystansowiec
  - Norberto Huezo, salwadorski piłkarz (zm. 2025)
  - Igor Kanygin, rosyjski zapaśnik
  - Krzysztof Lepianka, polski kajakarz
  - Radko Martínek, czeski nauczyciel, samorządowiec, polityk
  - Detlef Richter, niemiecki bobsleista
  - Ryszard Wójcik, polski przedsiębiorca, sędzia piłkarski
- 7 czerwca:
  - Paul De Brauwer, belgijski kolarz przełajowy
  - L.A. Reid, amerykański kompozytor, producent muzyczny
  - Mark Ryan, brytyjski aktor
- 8 czerwca:
  - Péter Besenyei, węgierski pilot akrobacyjny i doświadczalny
  - Udo Bullmann, niemiecki polityk
  - Wiesław Grudziński, polski generał dywizji, historyk wojskowości
  - Danuta Ulicka, polska literaturoznawczyni, tłumaczka
- 9 czerwca:
  - Joaquín Alonso, hiszpański piłkarz
  - Berit Aunli, norweska biegaczka narciarska
  - Nikołaj Conew, bułgarski wojskowy, menedżer, pedagog, polityk
  - Patricia Cornwell, amerykańska pisarka
  - Henryk Dyrda, polski polityk, poseł na Sejm RP
  - Piotr Kuna, polski lekarz
  - Stanisław Pytel, polski trener pięcioboju nowoczesnego
  - Rudolf Wojtowicz, polski piłkarz, trener
- 10 czerwca:
  - Laimutė Baikauskaitė, litewska lekkoatletka, biegaczka średniodystansowa
  - Marion Dittmann, niemiecka łyżwiarka szybka
  - Rolandas Paksas, litewski pilot, przedsiębiorca, polityk, prezydent Litwy
  - Józef Pilarz, polski polityk, poseł na Sejm RP (zm. 2008)
- 11 czerwca:
  - Czesław Gluza, polski samorządowiec, polityk, poseł na Sejm RP
  - Giovanni Kessler, włoski prawnik, prokurator
  - Joe Montana, amerykański futbolista
- 12 czerwca:
  - Michael Angelo Batio, amerykański gitarzysta
  - Rainer Mahlamäki, fiński architekt
  - David Narey, szkocki piłkarz
  - Ignacio Rodríguez, meksykański piłkarz, bramkarz, trener (zm. 2025)
  - Wałerij Woszczewski, ukraiński inżynier, polityk
- 13 czerwca:
  - Francesco Alfano, włoski duchowny katolicki, arcybiskup Sorrento
  - David Bright, botswański trener piłkarski (zm. 2021)
  - Leanid Taranienka, białoruski sztangista
  - Ryszard Woźniak, polski malarz, performer, autor instalacji, teoretyk sztuki, pedagog
- 14 czerwca:
  - Ad Bax, holenderski biofizyk
  - King Diamond, duński wokalista, kompozytor, członek zespołów: Mercyful Fate i King Diamond
  - José Antonio Eguren Anselmi, peruwiański duchowny katolicki, arcybiskup Piury
  - Tomasz Koch, polski naukowiec
  - Gianna Nannini, włoska piosenkarka, autorka tekstów
  - Val Valentino, amerykański iluzjonista
- 15 czerwca:
  - Henryk Gołębiewski, polski aktor niezawodowy
  - Linda Haglund, szwedzka lekkoatletka, sprinterka (zm. 2015)
  - Ryszard Jastrzębski, polski rolnik, samorządowiec, działacz sportowy, polityk, poseł na Sejm RP
  - Janusz Paczocha, polski samorządowiec, urzędnik państwowy, prezydent Bytomia
  - Wiesław Pawluk, polski sztangista (zm. 2015)
  - Bernie Shaw, kanadyjski wokalista, członek zespołu Uriah Heep
  - Véronique Trinquet, francuska florecistka
- 16 czerwca:
  - Danuta Cały, polska lekkoatletka, wieloboistka
  - Gianni De Biasi, włoski piłkarz, trener
- 17 czerwca:
  - Kelly Curtis, amerykańska aktorka
  - Edgar Jones, amerykański koszykarz
- 18 czerwca:
  - Anna Grześkowiak-Krwawicz, polska historyk idei i edytor
  - Jan Falandys, polski zapaśnik
  - Seiji Ono, japoński tenisista stołowy
  - Cezary Przybylski, polski polityk, samorządowiec, marszałek województwa dolnośląskiego
- 19 czerwca:
  - Jacek Ciecióra, polski rolnik, polityk, poseł na Sejm RP
  - Sergio Fajardo, kolumbijski polityk
- 20 czerwca:
  - Mykoła Porowski, ukraiński polityk, pisarz, publicysta
  - Peter Reid, angielski piłkarz, trener
  - Paweł Woldan, polski reżyser i scenarzysta filmów dokumentalnych
- 21 czerwca:
  - Bronisław Krzysztof, polski rzeźbiarz
  - Roberto Mosquera, peruwiański piłkarz, trener
  - Rafał Zakrzewski, polski dziennikarz, publicysta
- 22 czerwca:
  - Azmi Biszara, izraelski polityk pochodzenia palestyńskiego
  - Danuta Perka, polska lekkoatletka, płotkarka
  - Tim Russ, amerykański aktor
- 23 czerwca:
  - Stefan Genow, bułgarski trener piłkarski
  - Randy Jackson, amerykański gitarzysta basowy, piosenkarz, producent muzyczny
  - György Kenéz, węgierski piłkarz wodny
  - Sylvia McNair, amerykańska śpiewaczka operowa
  - Carlo Maria Redaelli, włoski duchowny katolicki, arcybiskup Gorycji
- 24 czerwca:
  - Wojciech Borowik, polski prawnik i polityk, poseł na Sejm RP (zm. 2020)
  - Ewa Kantor, polska nauczycielka i polityk, posłanka na Sejm RP
  - Owen Paterson, brytyjski polityk
  - Joe Penny, amerykański aktor
  - Hannu Turunen, fiński piłkarz
- 25 czerwca:
  - Frank Paschek, niemiecki lekkoatleta, skoczek w dal
  - Madeleine Petrovic, austriacka prawnik i polityk
  - Airton José dos Santos, brazylijski duchowny katolicki, arcybiskup Campinas
  - Boris Trajkowski, macedoński polityk, prezydent Macedonii (zm. 2004)
- 26 czerwca:
  - Véronique Genest, francuska aktorka
  - Chris Isaak, amerykański piosenkarz, muzyk, kompozytor, aktor
  - Jarosław Kurzawa, polski samorządowiec, polityk, poseł na Sejm RP
  - Alicja Wancerz-Gluza, polska działaczka społeczna
- 27 czerwca:
  - Larry Christiansen, amerykański szachista
  - Maria João, portugalska wokalistka jazzowa
- 28 czerwca:
  - Per Bergerud, norweski skoczek narciarski
  - Alicja Dąbrowska, polska lekarka, działaczka samorządowa, polityk, poseł na Sejm RP
  - Bakir Izetbegović, bośniacki polityk, przewodniczący prezydium Bośni i Hercegowiny
  - Ołeksandr Ławrynowicz, ukraiński prawnik, polityk
  - Krystyna Szumilas, polska działaczka samorządowa, polityk, poseł na Sejm RP, minister edukacji narodowej
- 29 czerwca:
  - Ewa Biała, polska aktorka
  - Bogusław Cupiał, polski przedsiębiorca, działacz piłkarski
  - Leszek Doliński, polski koszykarz, trener
  - Paweł Lamla, polski generał dywizji
  - Eugeniusz Moś, polski samorządowiec, prezydent Świętochłowic
  - Pedro Santana Lopes, portugalski polityk, premier Portugalii
- 30 czerwca:
  - Paris Barclay(inne języki), amerykański reżyser filmowy
  - Volker Beck, niemiecki lekkoatleta, płotkarz
  - Marek Ney-Krwawicz, polski historyk
- 1 lipca:
  - Antonio De Luca, włoski duchowny katolicki, biskup Teggiano-Policastro
  - Zbigniew Gawlik, polski piłkarz ręczny
  - Ryszard Gibuła, polski polityk, senator RP
  - Antanas Matulas, łotewski lekarz, polityk
- 2 lipca:
  - Jerry Hall, amerykańska aktorka, modelka
  - Jerzy Nawrocki, polski informatyk, wykładowca akademicki
  - Maria Pakulnis, polska aktorka
- 3 lipca:
  - Min Aung Hlaing, birmański generał
  - Ihar Kuzniacou, białoruski historyk
  - Dorota Pomykała, polska aktorka
- 4 lipca:
  - Janusz Gromek, polski nauczyciel, samorządowiec, prezydent Kołobrzegu
  - Dieter Kühn, niemiecki piłkarz
  - Andrzej Laskowski, polski energetyk
- 5 lipca:
  - Horacio Cartes, paragwajski przedsiębiorca, polityk, prezydent Paragwaju
  - Péter Eckstein-Kovács, rumuński prawnik, polityk pochodzenia węgierskiego
  - Juan Ignacio González Errázuriz, chilijski duchowny katolicki, biskup San Bernardo
  - Nina Morgulina, rosyjska lekkoatletka, płotkarka
  - Hartmut Reich, niemiecki zapaśnik
  - Fabienne Serrat, francuska narciarka alpejska
- 6 lipca:
  - Marek Bieńczyk, polski pisarz, historyk literatury, tłumacz, eseista, enolog
  - Ołeh Szamszur, ukraiński polityk, dyplomata
- 7 lipca:
  - Leir Gilmar da Costa, brazylijski piłkarz, bramkarz
  - Jiří Payne, czeski fizyk, przedsiębiorca, polityk, eurodeputowany
- 8 lipca:
  - Jean-René Bernaudeau, francuski kolarz szosowy
  - Mirosław Drzewiecki, polski prawnik, przedsiębiorca, polityk, poseł na Sejm RP, minister sportu i turystyki
  - Millard Hampton, amerykański lekkoatleta, sprinter
- 9 lipca:
  - Piotr Dumała, polski reżyser, scenarzysta, pisarz, rysownik
  - Aszot Galojan, ormiański historyk, polityk, dyplomata
  - Tom Hanks, amerykański aktor, reżyser i producent filmowy
  - Zenon Michalak, polski polityk, przedsiębiorca, poseł na Sejm RP
  - Grażyna Orlińska, polska poetka, autorka tekstów piosenek
- 10 lipca:
  - Mehmet Serhat Karadağ, turecki zapaśnik
  - Tom McClintock, amerykański polityk, kongresman
  - Alok Nath, indyjski aktor
  - Krishnasamy Rajagopal, malezyjski piłkarz, trener
  - Frank Stapleton, irlandzki piłkarz, trener
- 11 lipca:
  - Monika Olejnik, polska dziennikarka
  - Antonio Michele Trizza, włoski prawnik, samorządowiec, polityk
  - Sela Ward, amerykańska aktorka
- 12 lipca:
  - Pierre Deny, francuski aktor
  - Tony Galvin, irlandzki piłkarz
  - Wjaczesław Hrozny, ukraiński piłkarz, trener
  - Riitta Myller, fińska dziennikarka, polityk
- 13 lipca:
  - Karol Działoszyński, polski przedsiębiorca, polityk, poseł na Sejm RP
  - Buenaventura Famadico, filipiński duchowny katolicki, biskup Guamca i San Pablo
  - Günther Jauch, niemiecki dziennikarz i prezenter telewizyjny
  - Michael Spinks, amerykański bokser
  - Tibor Szanyi, węgierski ekonomista, polityk
- 14 lipca:
  - Aleksander Jasicki, polski poeta, prozaik, wydawca
  - Vladimir Kulich, kanadyjsko-czeski aktor filmowy i telewizyjny
  - Franz Lackner, austriacki duchowny katolicki, arcybiskup Salzburga
  - Jan Żurek, polski piłkarz, trener i ekspert piłkarski
- 15 lipca:
  - Ian Curtis, brytyjski muzyk, wokalista, autor tekstów piosenek, lider zespołu Joy Division (zm. 1980)
  - Henryk Kowalczyk, polski nauczyciel, samorządowiec, polityk, poseł na Sejm PRL, minister środowiska
  - Emmanuel Kundé, kameruński piłkarz (zm. 2025)
  - Marky Ramone, amerykański perkusista, członek zespołu Ramones
  - Joe Satriani, amerykański gitarzysta, wokalista, kompozytor
- 16 lipca:
  - Tony Kushner, amerykański dramaturg pochodzenia żydowskiego
  - George Lyon, brytyjski polityk
  - Marek Mazur, polski polityk, samorządowiec, wicewojewoda łódzki
  - Edward Nalbandjan, ormiański dyplomata, polityk
- 17 lipca:
  - Julie Bishop, australijska polityk
  - Ryszard Grzyb, polski malarz, poeta, projektant graficzny
  - Piotr Młodożeniec, polski grafik, rysownik, ilustrator, autor filmów animowanych
  - Afric Simone, mozambicki piosenkarz
  - Bryan Trottier, kanadyjski hokeista
- 18 lipca:
  - Hadžem Hajdarević, bośniacki poeta, prozaik (zm. 2023)
  - Enrico Solmi, włoski duchowny katolicki, biskup Parmy
  - Clay Johnson, amerykański koszykarz
- 19 lipca:
  - Krzysztof Babicki, polski reżyser teatralny
  - Peter Barton, amerykański aktor
  - Veronica Lario, włoska aktorka
  - Trott Moloto, południowoafrykański trener piłkarski
- 20 lipca:
  - Paul Cook, brytyjski perkusista
  - Mima Jaušovec, słoweńska tenisistka
  - Witold Stępień, polski polityk, samorządowiec, marszałek województwa łódzkiego
- 21 lipca:
  - Elżbieta Bolek, polska polityk, posłanka na Sejm RP
  - Michael Connelly, amerykański pisarz
  - Jan Tomaszewicz, polski aktor, reżyser teatralny
- 22 lipca:
  - Basilio Athai, birmański duchowny katolicki, arcybiskup Taunggyi
  - Ryszard Galla, polski działacz mniejszości niemieckiej, polityk, poseł na Sejm RP
  - Andrzej Marek Grabowski, polski pisarz, scenarzysta programów telewizyjnych dla dzieci
  - Chris Morton, brytyjski żużlowiec
  - Mick Pointer, brytyjski perkusista, członek zespołu Marillion
  - Jan Zamojski, polski historyk filozofii, scenarzysta, tłumacz
- 23 lipca:
  - Mike Bruner, amerykański pływak
  - Zoltan Dani, serbski pułkownik
  - Conceição Geremias, brazylijska lekkoatletka, wieloboistka
  - Kazys Starkevičius, litewski samorządowiec, polityk
  - Tengiz Sulakwelidze, gruziński piłkarz, trener
- 24 lipca:
  - Alima Boumediene-Thiery, francuska działaczka samorządowa, polityk
  - Charlie Crist, amerykański polityk, kongresman
  - Jorge Aníbal Quintero Chacón, wenezuelski duchowny katolicki, biskup Barcelony
  - Inguna Rībena, łotewska architekt, polityk
  - Marianne Thyssen, flamandzka i belgijska polityk
- 25 lipca:
  - Anna Chitro, polska aktorka
  - Cristóbal Ortega, meksykański piłkarz (zm. 2025)
  - Thomas Ulmer, niemiecki polityk
- 26 lipca:
  - Vasile Blaga, rumuński inżynier, polityk
  - Mariusz Gajda, polski inżynier hydrotechnik, urzędnik państwowy
  - Andy Goldsworthy, brytyjski rzeźbiarz, fotograf
  - Dorothy Hamill, amerykańska łyżwiarka figurowa
  - Tomás Hirsch, chilijski przedsiębiorca, polityk
  - Gordon Igesund, południowoafrykański piłkarz, trener
- 27 lipca:
  - Garry Birtles, angielski piłkarz, trener
  - Lacy Clay, amerykański polityk, kongresman
  - Jouko Karjalainen, fiński kombinator norweski
  - Zlatan Saračević, jugosłowiański lekkoatleta, kulomiot
- 28 lipca – Carol Higgins Clark, amerykańska pisarka (zm. 2023)
- 29 lipca:
  - Terry Duerod, amerykański koszykarz (zm. 2020)
  - Andrzej Komar, polski sztangista
  - Faustino Rupérez, hiszpański kolarz szosowy
  - José Soares Filho, brazylijski duchowny katolicki, biskup Caroliny
- 30 lipca:
  - Delta Burke, amerykańska aktorka
  - Georg Gänswein, niemiecki duchowny katolicki, biskup, teolog
  - Daniela Kapitáňová, słowacka pisarka
  - Radosław Zdrawkow, bułgarski piłkarz, trener
- 31 lipca:
  - Michael Biehn, amerykański aktor
  - Jānis Birks, łotewski lekarz, polityk, burmistrz Rygi
  - Tadeusz Czajka, polski samorządowiec, wójt Tarnowa Podgórnego
  - Ernie Dingo, australijski aktor, prezenter telewizyjny
  - Bogumił Szreder, polski polityk, poseł na Sejm RP (zm. 2003)
  - Laura Zapata, meksykańska aktorka
- 1 sierpnia:
  - Sofia Corban, rumuńska wioślarka
  - Philip S. Goldberg, amerykański dyplomata
  - Axel Milberg, niemiecki aktor, lektor
  - Anna Molga, polska malarka, ilustratorka
  - Tomasz Orłowski, polski dyplomata
  - Lewis Smith, amerykański aktor, reżyser i scenarzysta filmowy i telewizyjny
- 2 sierpnia:
  - Annette Carlén-Karlsson, szwedzka łyżwiarka szybka
  - Krzysztof Głuchowski, polski rolnik, samorządowiec, polityk, senator i poseł na Sejm RP
  - Isabel Pantoja, hiszpańska piosenkarka
  - Josep Ángel Sáiz Meneses, hiszpański duchowny katolicki, biskup Terrassy
- 3 sierpnia:
  - Czesław Apiecionek, polski księgarz
  - Nebojša Bradić, serbski reżyser teatralny
  - Leszek Budrewicz, polski dziennikarz, prozaik, poeta
  - Stanisław Krajski, polski historyk filozofii, nauczyciel akademicki, publicysta, prozaik, tłumacz i promotor książek
  - Joanna Skórnicka, polska tłumaczka
  - Paweł Spodenkiewicz, polski socjolog i publicysta
- 4 sierpnia:
  - Giovanni Burtone, włoski lekarz, polityk
  - Márta Egervári, węgierska gimnastyczka
  - Joni Huntley, amerykańska lekkoatletka, skoczkini wzwyż
  - Zygmunt Solorz-Żak, polski przedsiębiorca
  - Meg Whitman, amerykańska bizneswoman, polityk
- 5 sierpnia:
  - Bogdan Dolnicki, polski prawnik, nauczyciel akademicki
  - Barbara Hollender, polska dziennikarka, krytyk filmowy
  - Warużan Sukiasjan, ormiański piłkarz, trener
- 6 sierpnia:
  - Madżid Biszkar, irański piłkarz
  - Mike McIntyre, amerykański piłkarz
  - Jacek Osiewalski, polski ekonomista
  - Sergio Santín, urugwajski piłkarz, trener
- 7 sierpnia:
  - Benyamin Yosef Bria, indonezyjski duchowny katolicki, biskup Denpasar (zm. 2007)
  - Hans Enoksen, grenlandzki polityk, premier Grenlandii
  - Clint Richardson, amerykański koszykarz
- 8 sierpnia:
  - Chris Foreman, brytyjski gitarzysta, kompozytor, członek zespołu Madness
  - Jorge Larrañaga, urugwajski polityk (zm. 2021)
  - Rui Moreira, portugalski przedsiębiorca, samorządowiec, burmistrz Porto
  - Alain Quittet, francuski niepełnosprawny kolarz, brązowy medalista LIP 2008
  - Miloš Šestić, serbski piłkarz
  - Katarzyna Turaj-Kalińska, polska pisarka, publicystka
- 9 sierpnia:
  - Ashley Page, brytyjski tancerz, choreograf
  - Gordon Singleton, kanadyjski kolarz torowy (zm. 2007)
- 10 sierpnia:
  - Dianne Balestrat, australijska tenisistka
  - Antoine Hérouard, francuski duchowny katolicki, biskup pomocniczy Lille
  - Anna Pakuła-Sacharczuk, polska filozof, polityk, posłanka na Sejm RP
  - Bobby Schwartz, amerykański żużlowiec
  - Siergiej Suchoruczenkow, rosyjski kolarz szosowy
  - Maciej Szykuła, polski nauczyciel, samorządowiec, wicemarszałek województwa lubuskiego
- 11 sierpnia:
  - Pierre-Louis Lions, francuski matematyk
  - Jeff Widener, amerykański fotoreporter
- 12 sierpnia:
  - Artur Barciś, polski aktor
  - Bruce Greenwood, kanadyjski aktor
  - Grażyna Jarząb, polska lekkoatletka, skoczkini w dal i wzwyż
  - Mikałaj Statkiewicz, białoruski polityk, lider opozycyjnej Białoruskiej Socjaldemokratycznej Partii (Ludowa Hramada)
- 13 sierpnia:
  - Bruno Giordano, włoski piłkarz, trener
  - Marian Woronin, polski lekkoatleta, sprinter
- 14 sierpnia:
  - Marek Czachorowski, polski filozof, etyk, publicysta, felietonista
  - Jackée Harry, amerykańska aktorka
  - Yuba Raj Khatiwada, nepalski ekonomista
  - Robert Skolimowski, polski sztangista
- 15 sierpnia:
  - Stuart Blakely, nowozelandzki narciarz alpejski, olimpijczyk
  - Jacek Koman, polski aktor
- 16 sierpnia:
  - Mirella D’Angelo, włoska aktorka
  - Patricio Hernández, argentyński piłkarz, trener
  - Grzegorz Leszczyński, polski historyk literatury
- 17 sierpnia:
  - Reinhard Hesse, niemiecki dziennikarz, pisarz (zm. 2004)
  - John Kosmina, australijski piłkarz, trener pochodzenia polskiego
  - Álvaro Pino, hiszpański kolarz szosowy
- 18 sierpnia:
  - Andrew Bennie, nowozelandzki jeździec sportowy
  - John Debney, amerykański kompozytor muzyki filmowej
  - Helena Hatka, polska menedżer, polityk, wojewoda lubuski
  - Ángel Javier Pérez Pueyo, hiszpański duchowny katolicki, biskup Barbastro-Monzón
  - Rainer Woelki, niemiecki duchowny katolicki, arcybiskup metropolita Berlina i Kolonii, kardynał
- 19 sierpnia:
  - Adam Arkin, amerykański aktor pochodzenia żydowskiego
  - Maria Berger, austriacka prawnik, polityk
  - Sergio Brio, włoski piłkarz
  - Juraci Gomes de Oliveira, brazylijski duchowny katolicki
  - Hassan Nazari, irański piłkarz, trener
- 20 sierpnia:
  - Joan Allen, amerykańska aktorka
  - Dragan Čović, chorwacki polityk, członek Prezydium Bośni i Hercegowiny
  - Waldemar Milewicz, polski dziennikarz, korespondent wojenny (zm. 2004)
  - Manuel Nin, hiszpański duchowny katolicki, obrządku biznatyjskiego, egzarcha Grecji
  - Jan Henry Olsen, norweski polityk, minister rybołówstwa (zm. 2018)
  - Roberto Regazzi, włoski lutnik, poeta
  - Augusto Santos Silva, portugalski socjolog, polityk
- 21 sierpnia:
  - Elżbieta Bolek, polska polityk, posłanka na Sejm RP
  - Joanna Budniok-Feliks, polska aktorka
  - Kim Cattrall, brytyjska aktorka
  - Karin Metze, niemiecka wioślarka
  - Stanisław Obirek, polski teolog, historyk, antropolog kultury, profesor nauk humanistycznych
  - Jon Tester, amerykański polityk, senator
- 22 sierpnia:
  - Alfonso de Iruarrízaga, chilijski strzelec sportowy
  - Paul Molitor, amerykański baseballista
- 23 sierpnia:
  - Andrzej Grzyb, polski polityk, poseł na Sejm RP
  - Karel Jarolím, czeski piłkarz, trener
  - David Wolf, amerykański lekarz, inżynier, astronauta pochodzenia żydowskiego
- 24 sierpnia:
  - Ryszard Bondyra, polski rolnik, polityk, poseł na Sejm RP (zm. 1998)
  - Krzysztof Ciesielski, polski matematyk i popularyzator matematyki
  - Kevin Dunn, amerykański aktor
  - Christiane Knetsch, niemiecka wioślarka
  - Clas Lindberg, szwedzki reżyser i scenarzysta filmowy
- 25 sierpnia:
  - Augustine Akubeze, nigeryjski duchowny katolicki, arcybiskup Beninu
  - Paulo Autuori, brazylijski trener piłkarski
  - Irina Baskakowa, rosyjska lekkoatletka, sprinterka
  - Zdobysław Milewski, polski polityk, poseł na Sejm RP, rzecznik prasowy rządu
  - Takeshi Okada, japoński piłkarz, trener
  - Elżbieta Rabsztyn, polska lekkoatletka, płotkarka
  - Henri Toivonen, fiński kierowca rajdowy (zm. 1986)
- 26 sierpnia:
  - Carlos Arias Torrico, boliwijski piłkarz
  - Brett Cullen, amerykański aktor, producent filmowy
  - Dick Hooper, irlandzki lekkoatleta, maratończyk
  - Marian Kasperczyk, polski malarz
- 27 sierpnia:
  - Maria Dąbrowska-Majewska, polska działaczka społeczna
  - Wiesław Janowski, polski urzędnik państwowy, poseł na Sejm RP
  - Glen Matlock, brytyjski basista, członek zespołu Sex Pistols
- 28 sierpnia:
  - Beverley Callender, brytyjska lekkoatletka, sprinterka
  - Luis Guzmán, amerykański aktor pochodzenia portorykańskiego
  - John Long, amerykański koszykarz
  - Zbyszek Otwinowski, polski fizyk, krystalograf
  - Raimundo Pereira, polityk z Gwinei Bissau, p.o. prezydenta
  - Mirosław Ząbek, polski lekarz
  - Bolesław Żaba, polski samorządowiec, wójt Mszany Dolnej
- 29 sierpnia:
  - Viv Anderson, angielski piłkarz
  - Román Casanova, hiszpański duchowny katolicki, biskup Vic
  - Andrzej Friszke, polski historyk
  - Ramūnas Garbaravičius, litewski inżynier, samorządowiec, polityk
  - Gary Hinton, amerykański bokser
  - Charalambos Ksantopulos, grecki piłkarz
- 30 sierpnia:
  - Said Belqola, marokański sędzia piłkarski (zm. 2002)

- - Lech Dyblik, polski aktor, pieśniarz
  - Ismaël Lô, senegalski muzyk, piosenkarz
  - Nelly Mutti, zambijska polityczka
  - Pēteris Salkazanovs, łotewski polityk
  - Jacek Trela, polski prawnik
- 31 sierpnia:
  - Chatri ad-Dauh, zachodniosaharyjski polityk
  - Masashi Tashiro, japoński muzyk, prezenter telewizyjny
  - Tsai Ing-wen, tajwańska polityk, prezydent Tajwanu
- 1 września:
  - Emił Andreew, bułgarski pisarz
  - Jerzy Chromik, polski dziennikarz
  - Vinnie Johnson, amerykański koszykarz
  - Kim Jong-hun, północnokoreański piłkarz, trener
- 3 września:
  - Jeff Chandler, amerykański bokser
  - Roman Kaczor, polski samorządowiec, polityk, poseł na Sejm RP
  - Raúl Lozano, argentyński siatkarz, trener
  - Jacek Skrok, polski siatkarz, trener, działacz sportowy
- 4 września:
  - Blackie Lawless, amerykański wokalista, gitarzysta, członek zespołu W.A.S.P.
  - Nikola Špirić, bośniacki polityk, premier Bośni i Hercegowiny
  - Siergiej Szawło, rosyjski piłkarz pochodzenia ukraińskiego
- 5 września:
  - Steve Denton, amerykański tenisista
  - Antonio Páez, hiszpański lekkoatleta, sprinter i średniodystansowiec
- 6 września:
  - Anna Dynowska polska prawnik, polityk, poseł na Sejm PRL (zm. 2022)
  - Bill Ritter, amerykański prawnik, polityk
  - Lubomír Zaorálek, czeski polityk
- 7 września:
  - Annie Genevard, francuska polityk, nauczycielka i działaczka samorządowa
  - Tadeusz Isakowicz-Zaleski, polski duchowny katolicki, poeta, publicysta pochodzenia ormiańskiego (zm. 2024)
  - Waldemar Pelc, polski przedsiębiorca, polityk, poseł na Sejm RP
  - Ryszard Riedel, polski wokalista, autor tekstów, lider zespołu Dżem (zm. 1994)
  - Diane Warren, amerykańska piosenkarka
- 8 września:
  - Maurice Cheeks, amerykański koszykarz, trener
  - Stefan Johansson, szwedzki kierowca wyścigowy
  - Jacky Munaron, belgijski piłkarz, bramkarz
  - Ewa Żmuda-Trzebiatowska, polska nauczycielka, działaczka samorządowa, polityk, poseł na Sejm RP
- 9 września:
  - Anatolij Arcebarski, ukraiński pilot wojskowy, kosmonauta
  - Włodzimierz Borodziej, polski historyk (zm. 2021)
  - Mauro Cutrufo, włoski samorządowiec, polityk
  - Silviu Lung, rumuński piłkarz, bramkarz
  - Zofia Szweykowska-Kulińska, polska biochemik, profesor
  - Awi Wigderson, izraelski informatyk i matematyk,
- 10 września:
  - Henrik Agerbeck, duński piłkarz
  - Giancarlo Galan, włoski polityk
  - Johnny G. Plate, indonezyjski polityk
  - Adam Rozlach, polski dziennikarz muzyczny
- 11 września:
  - Tony Gilroy, amerykański reżyser i scenarzysta filmowy
  - Adam Lipiński, polski ekonomista, polityk, poseł na Sejm RP
- 12 września:
  - Sam Brownback, amerykański polityk, senator
  - Waldemar Głuszko, polski kontradmirał
  - Clemon Johnson, amerykański koszykarz, trener
  - Esther Kinsky, niemiecka tłumaczka, pisarka, poetka i eseistka
  - Małgorzata Królikowska-Sołtan, polska astronom
  - Dag Otto Lauritzen, norweski kolarz szosowy
- 13 września:
  - Alain Ducasse, francuski szef kuchni
  - David Ostrosky, meksykański aktor pochodzenia żydowskiego (zm. 2023)
  - Nicolas Tiangaye, środkowoafrykański polityk, premier Republiki Środkowoafrykańskiej
  - Janusz Tomaszewski, polski związkowiec, polityk, minister spraw wewnętrznych, wicepremier
- 14 września – Kostas Karamanlis, grecki polityk, premier Grecji
- 15 września:
  - Marc Iavaroni, polski koszykarz
  - Janusz Krasoń, polski polityk, poseł na Sejm RP
  - Maggie Reilly, szkocka piosenkarka
  - Engin Verel, turecki piłkarz
- 16 września:
  - Anatolij Biełogłazow, rosyjski zapaśnik
  - Siergiej Biełogłazow, rosyjski zapaśnik
  - David Copperfield, amerykański iluzjonista
  - Mariusz Klimczyk, polski lekkoatleta, tyczkarz
- 17 września:
  - Ałmazbek Atambajew, kirgiski polityk, premier Kirgistanu
  - Rina Frenkel, izraelska polityk
  - Kari Häkämies, fiński polityk
  - Wiktor Hraczow, ukraiński piłkarz, trener
- 18 września:
  - José Luis Doreste, hiszpański żeglarz sportowy
  - Chris Hedges, amerykański dziennikarz, pisarz, koresopndent wojenny
  - Michel van de Korput, holenderski piłkarz
  - Odd Lirhus, norweski biathlonista
  - Tim McInnerny, brytyjski aktor
  - Peter Šťastný, słowacki hokeista, polityk
  - Siergiej Szełpakow, rosyjski kolarz szosowy
  - Krzysztof Wojciechowski, polski działacz społeczny, filozof i socjolog
- 19 września:
  - Patrick Janssens, belgijski i flamandzki polityk
  - Zbigniew Kuźmiuk, polski ekonomista, publicysta, polityk, poseł na Sejm RP i eurodeputowany
  - William McGrattan, kanadyjski duchowny katolicki, biskup Peterborough
  - Cyrus Nowrasteh, amerykański reżyser, producent i scenarzysta filmowy pochodzenia irańskiego
  - John Sadri, amerykański tenisista
- 20 września:
  - Gary Cole, amerykański aktor
  - Steve Coleman, amerykański saksofonista jazzowy, kompozytor
  - Matti Häyry, fiński filozof
  - Debbi Morgan, amerykańska aktorka
  - Cyril Neveu, francuski motocyklista i kierowca rajdowy
  - Krzysztof Tarnowski, polski artysta plastyk, designer, rzeźbiarz, konstruktor, wynalazca
  - Elisabeth Theurer, austriacka dresażystka
- 21 września:
  - Pamela Behr, niemiecka narciarka alpejska
  - Jack Givens, amerykański koszykarz, komentator telewizyjny
  - Marta Kauffman, amerykańska scenarzystka i producentka filmowa pochodzenia żydowskiego
  - Maciej Klimczak, polski urzędnik państwowy
  - Ryszard Szwarc, polski matematyk
- 22 września:
  - Debby Boone, amerykańska piosenkarka, aktorka
  - Fritz Fischer, niemiecki biathlonista
  - David Krakauer, amerykański klarnecista pochodzenia żydowskiego
  - Lechosław Michalak, polski kolarz szosowy i torowy
  - Doug Wimbish, amerykański basista, wokalista, kompozytor, członek zespołów: Tackhead(inne języki), Living Colour i Jungle Funk(inne języki)
- 23 września:
  - Bazyli (Daniłow), rosyjski biskup prawosławny
  - Branimir Glavaš, chorwacki wojskowy, polityk, zbrodniarz wojenny
  - Maren Jensen, amerykańska aktorka
  - Alicja Panek-Piętkowska, polska muzykolog, profesor sztuk muzycznych
  - Paolo Rossi, włoski piłkarz (zm. 2020)
- 24 września:
  - Stephen Brislin, południowoafrykański duchowny katolicki, arcybiskup Kapsztadu, kardynał
  - Marek Konopczyński, polski pedagog
  - Timothy McLaren, australijski wioślarz
  - Ilona Slupianek, niemiecka lekkoatletka, kulomiotka
  - Alicja Żebrowska, polska artystka współczesna
- 25 września:
  - Salvatore Bagni, włoski piłkarz
  - Fernando Croxatto, argentyński duchowny katolicki, biskup pomocniczy Comodoro Rivadavia
  - Jamie Hyneman, amerykański prezenter telewizyjny
- 26 września:
  - Linda Hamilton, amerykańska aktorka
  - Jan Olesiński, polski pięcioboista nowoczesny
  - Axel Pape, niemiecki aktor
- 27 września:
  - Steve Archibald, szkocki piłkarz, trener
  - Jean Henry Céant, haitański polityk, premier Haiti
  - Maria Gańczak, polska lekarka
  - Daniel Kovač, słoweński piosenkarz
  - Milan Smrčka, czeski piosenkarz, poeta
- 28 września:
  - Guus Bierings, holenderski kolarz szosowy
  - Gary Lee Figueroa, amerykański piłkarz wodny
  - Nicholas Reeves, brytyjski egiptolog
  - Wacław Skarul, polski trener i działacz kolarski
- 29 września:
  - Michał Arabudzki, polski reżyser i scenarzysta filmowy
  - Carol Blazejowski, amerykańska koszykarka pochodzenia polskiego
  - Stuart Charno, amerykański aktor
  - Sebastian Coe, brytyjski lekkoatleta, średniodystansowiec, polityk, działacz sportowy
  - Ołeś Janczuk, ukraiński aktor, reżyser i producent filmowy
  - Nikos Papandreu, grecki polityk, ekonomista i publicysta
  - Piet Raijmakers, holenderski jeździec sportowy
- 30 września:
  - Frank Arnesen, duński piłkarz
  - Vondie Curtis-Hall, amerykański aktor, reżyser filmowy
  - Małgorzata Kalicińska, polska pisarka
  - Maria Esmeralda, belgijska księżniczka
  - Leonard Nitz, amerykański kolarz szosowy i torowy
- 1 października:
  - Andrus Ansip, estoński polityk, premier Estonii
  - Leslie Burr-Howard, amerykańska jeźdźczyni sportowa
  - Terje Krokstad, norweski skoczek narciarski
  - Theresa May, brytyjska polityk, premier Wielkiej Brytanii
  - Marek Prawda, polski socjolog, dyplomata
  - Aleksander Trąbczyński, polski aktor
  - Andrzej Umiński, polski przedsiębiorca, poseł na Sejm RP (zm. 2015)
- 2 października:
  - Philippe Ballot, francuski duchowny katolicki, arcybiskup Chambéry
  - Leszek Dunecki, polski lekkoatleta, sprinter
  - Javier Gómez, argentyński aktor
  - Iwan Kyryłenko, ukraiński polityk
  - Jonathan Speelman, brytyjski szachista
- 3 października:
  - Hart Bochner, kanadyjski aktor, reżyser filmowy
  - Mieczysław Jurecki, polski basista, kompozytor, aranżer, członek zespołu Budka Suflera
- 4 października:
  - Georgi Bliznaszki, bułgarski prawnik, polityk, p.o. premiera Bułgarii
  - Hans van Breukelen, holenderski piłkarz, bramkarz
  - Tomasz Busse, polski zapaśnik
  - Ahmad al-Haszszani, tunezyjski polityk
  - Andrzej Jacek Piotrowski, polski elektronik, urzędnik państwowy
  - Vincent V. Severski, polski funkcjonariusz służb specjalnych, pisarz
  - Christoph Waltz, austriacki aktor
- 5 października:
  - Jaume Matas, hiszpański polityk
  - Ján Richter, słowacki polityk
- 6 października:
  - Rüdiger Helm, niemiecki kajakarz
  - Wiktor Jewsiukow, radziecki i kazachski lekkoatleta, oszczepnik
  - Illa Mate, ukraiński zapaśnik
  - Monika Smolková, słowacka działaczka samorządowa, polityk
  - Mirosław Swoszowski, polski nauczyciel, polityk, poseł na Sejm RP
- 7 października:
  - Ragga Gísla, islandzka piosenkarka, aktorka
  - Marian Gorynia, polski ekonomista
  - Keijo Korhonen, fiński skoczek narciarski
  - Alain Perrin, francuski trener piłkarski
  - Tomasz Schoen, polski przedsiębiorca i menedżer
  - Zoran Roje, chorwacki piłkarz wodny
- 8 października:
  - Rita Kas-Fromm, niemiecka szachistka pochodzenia węgierskiego
  - Raszyd Nurgalijew, rosyjski funkcjonariusz służb specjalnych, polityk
  - Witold Plutecki, polski kolarz szosowy, olimpijczyk i gitarzysta
  - José Vicente Sánchez, hiszpański piłkarz
  - Stephanie Zimbalist, amerykańska aktorka, scenarzystka pochodzenia żydowskiego
- 9 października:
  - Nessa Childers, irlandzka polityk
  - Ivan Nielsen, duński piłkarz, trener
  - Robert Reed, amerykański pisarz science fiction
  - Imangali Tasmagambetow, kazachski polityk, premier Kazachstanu
- 10 października:
  - Amanda Burton, brytyjska aktorka
  - Taur Matan Ruak, wschodniotimorski wojskowy, polityk, prezydent Timoru Wschodniego
  - Paul Sturrock, szkocki piłkarz, trener
- 11 października:
  - Nicanor Duarte Frutos, paragwajski polityk, prezydent Paragwaju
  - Janis Maniatis, grecki polityk
  - Piotr Niedźwiecki, polski samorządowiec, prezydent Zduńskiej Woli
  - Derek Ringer, brytyjski pilot rajdowy
  - Adam Ziemiński, polski mechanik, polityk, poseł na Sejm RP
- 12 października:
  - Rafael Ábalos, hiszpański adwokat, pisarz
  - Alfonso Carrasco Rouco, hiszpański duchowny katolicki, biskup Lugo
  - Oliviero Diliberto, włoski prawnik, polityk
  - Allan Evans, szkocki piłkarz
  - Renata Pałys, polska aktorka
  - Jörg Weißflog, niemiecki piłkarz, bramkarz
- 13 października:
  - Chris Carter, amerykański reżyser, scenarzysta i producent filmowy
  - Danny Pieters, belgijski i flamandzki polityk
- 14 października:
  - Peter Lüscher, szwajcarski narciarz alpejski
  - Ewa Serwa, polska aktorka
- 15 października:
  - Maria da Assunção Esteves, portugalska prawnik, polityk
  - Peter Caruana, gibraltarski polityk
  - Soraya Post, szwedzka polityk pochodzenia żydowsko-romskiego
- 16 października:
  - Melissa Belote, amerykańska pływaczka
  - Jekatierina Chramienkowa, białoruska lekkoatletka, biegaczka długodystansowa
  - Jean-Claude Marcourt, belgijski i waloński polityk
- 17 października:
  - Mae Jemison, amerykańska lekarka, astronautka
  - Wiktor Kucaj, polski klawiszowiec, kompozytor, członek zespołu RSC
  - Pat McCrory, amerykański polityk
  - Antal Nagy, węgierski piłkarz
  - Bernd Olbricht, niemiecki kajakarz
  - Guy Stéphan, francuski piłkarz, trener
- 18 października:
  - Martina Navrátilová, czeska i amerykańska tenisistka
  - Jim Talent, amerykański polityk, senator ze stanu Missouri
- 19 października:
  - Jasna Merdan-Kolar, jugosłowiańsko-austriacka piłkarka ręczna
  - Grover Norquist, amerykański działacz społeczny, publicysta pochodzenia szwedzkiego
- 20 października:
  - Danny Boyle, brytyjski reżyser filmowy
  - Krzysztof Gosztyła, polski aktor
- 21 października:
  - Carrie Fisher, amerykańska aktorka, pisarka (zm. 2016)
  - Andro Knego, chorwacki koszykarz
  - Mike Tully, amerykański lekkoatleta, tyczkarz
- 22 października:
  - Marvin P. Bush, amerykański przedsiębiorca
  - Jekatierina Smirnowa, rosyjska lekkoatletka, wieloboistka
- 23 października:
  - Alicja Jaskiernia, polska politolog, profesor nauk społecznych
  - Darrell Pace, amerykański łucznik
  - Dianne Reeves, amerykańska wokalistka jazzowa
  - Katrin Saß, niemiecka aktorka filmowa, teatralna i telewizyjna
  - Bogdan Serwiński, polski trener siatkówki
  - Dwight Yoakam, amerykański piosenkarz, aktor
- 24 października:
  - Jan Białkowski, polski rolnik, urzędnik państwowy
  - Zlatko Klarić, chorwacki szachista
  - Josef Krysta, czeski zapaśnik
  - Jeff Merkley, amerykański polityk, senator
  - Ekaterina Michajłowa, bułgarska prawnik, polityk
- 25 października:
  - Jakub Bułat, polski etnograf, księgarz, działacz opozycji antykomunistycznej
  - Hryhorij Dańko, ukraiński zapaśnik
  - Didier Donfut, belgijski i waloński samorządowiec, polityk
  - Vlastimil Picek, czeski generał, polityk
- 26 października:
  - Mike Godwin, amerykański adwokat, pisarz
  - Agnieszka Kotulanka, polska aktorka (zm. 2018)
  - Rita Wilson, amerykańska aktorka, producentka filmowa
- 27 października:
  - Michèle Chardonnet, francuska lekkoatletka, płotkarka
  - Joaquín Ventura, salwadorski piłkarz
  - Christiane Wartenberg, niemiecka lekkoatletka, biegaczka średniodystansowa
- 28 października:
  - Mahmud Ahmadineżad, irański polityk, burmistrz Teheranu i prezydent Iranu
  - Sandy Clark, szkocki piłkarz, trener
  - Michael Guggemos, niemiecki polityk, związkowiec
  - Tadeusz Strugała, polski duchowny katolicki, kanonik
  - Franky Vercauteren, belgijski piłkarz, trener
  - Volker Zotz, austriacki filozof, kulturoznawca
- 29 października:
  - Wilfredo Gómez, portorykański bokser
  - Luigi Ernesto Palletti, włoski duchowny katolicki, biskup La Spezia-Sarzana-Brugnato
  - Tadeusz Pióro, polski biolog, samorządowiec, członek zarządu województwa podkarpackiego, burmistrz Sanoka (zm. 2020)
  - Kazuyo Sejima, japońska architekt
- 30 października:
  - Carlos Azpíroz Costa, argentyński duchowny katolicki, arcybiskup koadiutor Bahía Blanca
  - Carlos César, portugalski polityk
  - Milan Ftáčnik, słowacki polityk, samorządowiec, wykładowca akademicki, minister edukacji (zm. 2021)
  - Wojciech Reszko, polski judoka
  - Juliet Stevenson, brytyjska aktorka
  - Terry Tyler, amerykański koszykarz, trener
- 31 października:
  - Witold Kochan, polski samorządowiec, polityk, poseł na Sejm RP, wojewoda małopolski, burmistrz Gorlic
  - Thomas Rongen, holenderski piłkarz
  - Mirosław Symanowicz, polski nauczyciel akademicki, samorządowiec, prezydent Siedlec
- 1 listopada:
  - Bart van Est, holenderski kolarz szosowy
  - Charles Flanagan, irlandzki prawnik, polityk
  - Tim Landers, amerykański muzyk i producent muzyczny
- 2 listopada:
  - Frédérique Bredin, francuska działaczka kulturalna, polityk
  - Jean-Marc Eychenne, francuski duchowny katolicki, biskup Pamiers
  - Martin Krebs, niemiecki duchowny katolicki, arcybiskup, nuncjusz apostolski
  - Vladimír Michálek, czeski reżyser i scenarzysta filmowy
  - Maria Zbyrowska, polska ekonomistka, polityk, poseł na Sejm RP
- 3 listopada:
  - Jānis Ādamsons, łotewski polityk
  - Zbigniew Frost, polski przedsiębiorca, polityk, poseł na Sejm RP
  - Birgit Kleis, duńska prawnik, polityk
  - Ewa Matecka, polska polityk, samorządowiec, senator
  - Robert Milewski, polski muzyk, członek zespołu Mech
- 4 listopada – Jordan Rudess, amerykański muzyk, kompozytor, członek zespołów: Dixie Dregs, Dream Theater i Liquid Tension Experiment
- 5 listopada – Roque Paloschi, brazylijski duchowny katolicki, arcybiskup metropolita Porto Velho
- 6 listopada:
  - Marc Dutroux, belgijski pedofil, seryjny morderca
  - Eddie Gorodetsky, amerykański scenarzysta i producent filmowy
- 7 listopada:
  - Tomáš Julínek, czeski lekarz, polityk
  - Jonathan Palmer, brytyjski kierowca wyścigowy
  - Rickey Parkey, amerykański bokser (zm. 2024)
- 8 listopada:
  - Mari Boine, norwesko-saamska piosenkarka
  - Richard Curtis, brytyjski reżyser, scenarzysta i producent filmowy
  - Ignacio Ducasse, chilijski duchowny katolicki, biskup Valdivii
  - Anna Maria Skolarczyk, polska pływaczka, olimpijka
- 9 listopada:
  - Anka Grupińska, polska publicystka, dziennikarka i pisarka
  - Jarosław Lindenberg, polski filozof, dyplomata, ambasador
  - Scott Tipton, amerykański przedsiębiorca, polityk, kongresman ze stanu Kolorado
- 10 listopada:
  - Matt Craven, kanadyjski aktor
  - Stephen Lee Bun Sang, chiński duchowny katolicki, biskup Makau
- 11 listopada:
  - Martin Jumoad, filipiński duchowny katolicki, arcybiskup Ozamiz
  - Włodzimierz Kowalewski, polski pisarz
  - Edgar Lungu, zambijski polityk, prezydent Zambii (zm. 2025)
- 12 listopada:
  - Kazimierz Bujakowski, polski inżynier, nauczyciel akademicki
  - Barbara Ciruk, polska dziennikarka, polityk, poseł na Sejm RP (zm. 2023)
  - Kōji Gushiken, japoński gimnastyk
  - Francisco Louçã, portugalski ekonomista, polityk
- 13 listopada:
  - Ginger Alden, amerykańska aktorka, modelka
  - Charlie Baker, amerykański polityk, gubernator Massachusetts
  - Christof Koch, amerykański neurobiolog
  - Rex Linn, amerykański aktor
  - Aldo Nova, kanadyjski wokalista, multiinstumentalista, autor piosenek i producent muzyczny
  - Janusz Rudnicki, polski prozaik, eseista
  - Ana Weruli, grecka lekkoatletka, oszczepniczka
- 14 listopada:
  - Jim Bedard, kanadyjski hokeista, bramkarz, trener
  - Hans-Jürgen Gede, niemiecki piłkarz, trener
  - Awi Kohen, izraelski piłkarz (zm. 2010)
  - Alec John Such, amerykański basista, członek zespołu Bon Jovi (zm. 2022)
- 15 listopada:
  - Zlatko Kranjčar, chorwacki piłkarz, trener (zm. 2021)
  - Anna Lichodzijewska, polska siatkarka
- 16 listopada:
  - Alberto Caprioli, włoski kompozytor, dyrygent i pisarz
  - Zdzisław Fadrowski, polski nauczyciel, samorządowiec, prezydent Ełku
  - Max Hagmayr, austriacki piłkarz, trener
  - Włodzimierz Tomaszewski, polski polityk i samorządowiec, poseł na Sejm RP
- 17 listopada:
  - Remigijus Motuzas, litewski filolog, pedagog, działacz oświatowy, dyplomata, polityk
  - Kelly Ward, amerykański aktor, reżyser, scenarzysta i producent filmowy
- 18 listopada – Adam Kensy, polski piłkarz
- 19 listopada:
  - Eileen Collins, amerykańska pilotka wojskowa, astronautka
  - Ann Curry, amerykańska dziennikarka, prezenterka telewizyjna
  - Miguel Gutiérrez, peruwiański piłkarz
  - Michele Nicoletti, włoski polityk i filozof
  - Glynnis O’Connor, amerykańska aktorka
- 20 listopada:
  - Bo Derek, amerykańska aktorka, producentka filmowa, modelka
  - Piotr Kaszuba, polski prawnik i dyplomata
  - Helmfried von Lüttichau, niemiecki aktor
- 21 listopada:
  - Tadeusz Chmiel, polski przedsiębiorca
  - Han Myeong-u, południowokoreański zapaśnik
  - Cherry Jones, amerykańska aktorka
  - Mitsugu Nomura, japoński piłkarz
  - Wanda Nowicka, polska feministka, polityk, wicemarszałek Sejmu RP
  - Cynthia Rhodes, amerykańska aktorka, piosenkarka, tancerka
  - Alfredo Tena, meksykański piłkarz, trener
- 22 listopada:
  - Fernando Gomes, portugalski piłkarz (zm. 2022)
  - Richard Kind, amerykański aktor
  - Adam Rams, polski samorządowiec, prezydent Knurowa
- 23 listopada:
  - Shane Gould, australijska pływaczka
  - Karin Guthke, niemiecka skoczkini do wody
  - Janusz Margański, polski literaturoznawca, tłumacz i scenarzysta filmowy
  - Nikołaj Sidorow, rosyjski lekkoatleta, sprinter
  - Barbara Wardak-Tomaszewska, polska lekkoatletka, miotaczka
- 24 listopada:
  - Siarhiej Abłamiejka, białoruski matematyk, rektor Białoruskiego Uniwersytetu Państwowego
  - Andrzej Rejman, polski kompozytor, pianista
  - Ruben Santiago-Hudson, amerykański aktor
  - Cyril Svoboda, czeski prawnik, polityk
- 25 listopada:
  - Hélène Goudin, szwedzka nauczycielka, polityk
  - Andrzej Maroszek, polski żużlowiec, trener
  - Michał Turkiewicz, polski polityk, poseł na Sejm RP (zm. 2021)
- 26 listopada – Andrzej Mochoń, polski menadżer
- 27 listopada:
  - William Fichtner, amerykański aktor pochodzenia niemieckiego
  - Thomas Hörster, niemiecki piłkarz, trener
  - Lionello Manfredonia, włoski piłkarz
  - Nazrin Shah, sułtan malezyjskiego stanu Perak
  - Arkadiusz Skonieczny, polski piłkarz, trener
- 28 listopada:
  - Iwona Niedzielska, polska piosenkarka
  - Roberto Zanetti, włoski piosenkarz, kompozytor, producent muzyczny
- 29 listopada:
  - Pawieł Piegow, rosyjski łyżwiarz szybki
  - Katrin Saks, estońska dziennikarka, polityk
  - Jerry Sichting, amerykański koszykarz, trener
  - Cezary Stypułkowski, polski bankowiec
- 30 listopada:
  - Əli Əsədov, azerbejdżański polityk, premier Azerbejdżanu
  - Stephen Dillane, brytyjski aktor
  - Heinz Rudolf Kunze, niemiecki muzyk, literat, publicysta
  - Ace Rusevski, macedoński bokser
- 1 grudnia:
  - Julee Cruise, amerykańska piosenkarka, aktorka (zm. 2022)
  - Andrzej Dziuba, polski samorządowiec, prezydent Tychów
  - Vytautas Grubliauskas, litewski muzyk, samorządowiec i polityk, burmistrz Kłajpedy
  - Jerzy Ziętek, polski polityk
- 2 grudnia:
  - Steven Bauer, kubańsko-amerykański reżyser i producent filmowy
  - Marek Kurzyk, polski kontradmirał
  - Zbigniew Stelmasiak, polski piłkarz (zm. 2015)
  - Roma Žakaitienė, litewska prawnik, działaczka społeczna i związkowa, polityk
- 3 grudnia:
  - Ewa Kopacz, polska lekarka pediatra, działaczka samorządowa, polityk, minister zdrowia, marszałek Sejmu i premier RP, eurodeputowana
  - Marek Moś, polski skrzypek, dyrygent, dyrektor orkiestry
- 4 grudnia:
  - Bernard King, amerykański koszykarz
  - Cathérine Pellen, francuska łuczniczka
  - Miklós Varga, węgierski muzyk rockowy, aktor
- 5 grudnia:
  - Klaus Allofs, niemiecki piłkarz, trener
  - Rosalía Arteaga, ekwadorska pisarka, adwokat, polityk, p.o. prezydenta Ekwadoru
  - Patricia Davies, zimbabwejska hokeistka na trawie
  - Ron Henley, amerykański szachista
  - Jelena Kazancewa, białoruska pieśniarka, kompozytorka, poetka
  - Butch Lee, portorykański koszykarz
  - Krystian Zimerman, polski pianista, dyrygent
- 6 grudnia:
  - Peter Buck, amerykański gitarzysta, członek zespołu R.E.M.
  - Brad Holland, amerykański koszykarz
  - Randy Rhoads, amerykański gitarzysta (zm. 1982)
- 7 grudnia:
  - Larry Bird, amerykański koszykarz
  - Rebecca Harms, niemiecka polityk
  - Susan Minot, amerykańska pisarka
  - Iveta Radičová, słowacka polityk, premier Słowacji
  - Mark Rolston, amerykański aktor
- 8 grudnia:
  - Warren Cuccurullo, amerykański muzyk rockowy
  - Andrius Kubilius, litewski polityk, premier Litwy
  - Keith Mackay, nowozelandzki piłkarz
  - Serhij Nahorny, ukraiński kajakarz
  - Serhij Petrenko, ukraiński kajakarz, kanadyjkarz
- 9 grudnia:
  - Kari Bremnes, norweska piosenkarka, autorka tekstów
  - Oscar Garré, argentyński piłkarz
  - Tadeusz Kościński, polski bankowiec, urzędnik państwowy, polityk, minister finansów
  - Krzysztof Wesołowski, polski lekkoatleta, płotkarz
- 10 grudnia:
  - Rod Blagojevich, amerykański polityk pochodzenia serbskiego
  - Catherine Parks, amerykańska aktorka, modelka
  - Janis Sturnaras, grecki ekonomista, polityk
- 11 grudnia:
  - Maciej Gielecki, polski polityk, samorządowiec
  - Ricardo Giusti, argentyński piłkarz
  - Andrew Lansley, brytyjski polityk
  - Stevie Young, australijski gitarzysta pochodzenia szkockiego, członek zespołu AC/DC
- 13 grudnia:
  - Juan Fernández, dominikański aktor
  - Stanisław Żmijan, polski polityk, poseł na Sejm RP
- 14 grudnia:
  - Sandy Adams, amerykańska polityk
  - Wiesław Kmiecik, polski trener łyżwiarstwa szybkiego
  - Hanni Wenzel, niemiecka narciarka alpejska, reprezentantka Liechtensteinu
- 15 grudnia:
  - Roman Czepe, polski publicysta, samorządowiec, poseł na Sejm RP
  - Tomasz Herkt, polski trener koszykówki
  - Tony Leon, południowoafrykański polityk
  - William Orbit, brytyjski kompozytor, aranżer i producent muzyczny
  - Adam Pieczyński, polski dziennikarz, menedżer
- 16 grudnia:
  - Catherine Jacob, francuska aktorka
  - Hannu Jortikka, fiński hokeista, trener
  - Liliane Maury Pasquier, szwajcarska polityk
  - Boyd Rice, amerykański muzyk eksperymentalny
- 17 grudnia:
  - Peter Farrelly, amerykański reżyser, scenarzysta i producent filmowy
  - Krzysztof Pastor, polski tancerz
  - Andrzej Pieczyński, polski aktor, reżyser teatralny, pedagog
- 18 grudnia:
  - Reinhold Ewald, niemiecki fizyk, astronauta
  - Wiesław Grochowski, polski waltornista, pedagog
  - Bent Hamer, norweski reżyser, scenarzysta i producent filmowy
  - Jude Thaddeus Okolo, nigeryjski duchowny katolicki, arcybiskup, nuncjusz apostolski
  - Piotr Rypson, polski historyk sztuki, kurator, krytyk, literaturoznawca, publicysta
  - Victoriano Sarmientos, kubański siatkarz
- 19 grudnia:
  - Andrew Bellisario, amerykański duchowny katolicki, biskup Juneau
  - Zbigniew Bogucki, polski koszykarz
  - Jens Fink-Jensen, duński poeta, prozaik, fotograf, kompozytor
  - Merzbow, japoński kompozytor
  - Jan Mosiński, polski działacz samorządowy, polityk, poseł na Sejm RP
  - Martin Stropnický, czeski aktor, dyplomata, polityk
- 20 grudnia:
  - Muhammad uld Abd al-Aziz, mauretański generał, polityk, prezydent Mauretanii
  - Fahmida Mirza, pakistańska polityk
- 21 grudnia:
  - Kevin Burnham, amerykański żeglarz sportowy (zm. 2020)
  - Małgorzata Dunecka, polska lekkoatletka, biegaczka średniodystansowa
- 22 grudnia:
  - Mirosław Bork, polski reżyser, scenarzysta i producent filmowy i telewizyjny
  - David Leigh, brytyjski pływak
  - Mieczysław Miazga, polski przedsiębiorca, samorządowiec, polityk, poseł na Sejm RP
  - Tomasz Nowak, polski przedsiębiorca, polityk, poseł na Sejm RP
  - Sołomon Pasi, bułgarski matematyk, ekolog, polityk pochodzenia żydowskiego
- 23 grudnia:
  - Jesús Huerta de Soto, hiszpański ekonomista, filozof polityki
  - Dave Murray, brytyjski gitarzysta, członek zespołu Iron Maiden
  - Lidija Szulewa, bułgarska polityk
- 24 grudnia:
  - Ivan Fíla, czeski reżyser, scenarzysta i producent filmowy
  - Amor Jebali, tunezyjski piłkarz
  - Anil Kapoor, indyjski aktor, producent filmowy
  - Adam Lizakowski, polski poeta, tłumacz, fotograf
  - German (Moralin), rosyjski duchowny prawosławny, metropolita kurski i rylski
  - José Domingo Ulloa, panamski duchowny katolicki, arcybiskup Panamy
- 25 grudnia:
  - Carlos Borja, boliwijski piłkarz
  - Stéphane Ferrara, francuski bokser, aktor, scenarzysta i reżyser filmowy
  - Lucyna Pietrzyk, polska policjantka, polityk, poseł na Sejm RP
- 26 grudnia:
  - Carlos Borja, boliwijski piłkarz
  - Stéphane Ferrara, francuski bokser, aktor, scenarzysta i reżyser filmowy
  - Lucyna Pietrzyk, polska policjantka, polityk, poseł na Sejm RP
- 27 grudnia:
  - Andrzej Ciereszko, polski profesor nauk biologicznych i rolniczych
  - Doina Melinte, rumuńska lekkoatletka, biegaczka średniodystansowa
- 28 grudnia:
  - Nigel Kennedy, brytyjski skrzypek
  - Jimmy Nicholl, północnoirlandzki piłkarz, trener
  - Miguel Noguer, hiszpański żeglarz sportowy
  - Teresa Pamuła, polska polityk, nauczycielka, poseł na Sejm RP
  - Jan Antoni Paszkiewicz, polski pisarz, publicysta
- 29 grudnia:
  - Marek Mozgawa, polski prawnik
  - Zbigniew Szkutnik, polski matematyk
- 30 grudnia:
  - Jes Holtsø, duński aktor
  - Zuzana Moravčíková, słowacka lekkoatletka, sprinterka i biegaczka średniodystansowa
  - Sheryl Lee Ralph, amerykańska aktorka
  - Jacek Wszoła, polski lekkoatleta, skoczek wzwyż
- 31 grudnia:
  - Robert Goodwill, brytyjski polityk
  - Helma Knorscheidt, niemiecka lekkoatletka, kulomiotka
  - Bohumil Páník, czeski trener piłkarski
  - Ahmed Salah, dżibutyjski lekkoatleta, maratończyk
  - Zdeněk Škromach, czeski inżynier, polityk
  - Muhammad uld Ghazuni, mauretański polityk, prezydent Mauretanii
- data dzienna nieznana: 
  - Piotr Dyczek, polski archeolog
  - Zbigniew Izdebski, polski pedagog i seksuolog
  - Sławomir Kadrow, polski archeolog
  - Stefan Kiedroń, polski filolog
  - Józef Koredczuk, polski prawnik i historyk prawa
  - Wojciech Król – polski immunolog (zm. 2016)
  - Stanisław Pąk, polski aktor
  - Mirosław Pęczak, polski kulturoznawca
  - Małgorzata Raczyńska-Weinsberg, polska dziennikarka
  - Lyonel Trouillot, haitański poeta i prozaik

## Zdarzenia astronomiczne
- 8 czerwca – całkowite zaćmienie Słońca
- 10 września – Wielka opozycja Marsa

## Nagrody Nobla
- z fizyki – William Shockley, John Bardeen, Walter Brattain
- z chemii – Cyril Norman Hinshelwood, Nikołaj Siemionow
- z medycyny – André Frédéric Cournand, Werner Forßmann, Dickinson W. Richards
- z literatury – Juan Ramón Jiménez
- Nagroda Pokojowa – nagrody nie przyznano

## Święta ruchome
- Tłusty czwartek: 9 lutego
- Ostatki: 14 lutego
- Popielec: 15 lutego
- Niedziela Palmowa: 25 marca
- Pamiątka śmierci Jezusa Chrystusa: 26 marca
- Wielki Czwartek: 29 marca
- Wielki Piątek: 30 marca
- Wielka Sobota: 31 marca
- Wielkanoc: 1 kwietnia
- Poniedziałek Wielkanocny: 2 kwietnia
- Wniebowstąpienie Pańskie: 10 maja
- Zesłanie Ducha Świętego: 20 maja
- Boże Ciało: 31 maja